# Mekonnen Welde Mikaél
Vous lisez un « article de qualité » labellisé en 2010.
Pour les articles homonymes, voir Mikaël (homonymie).
Cette page contient des caractères éthiopiques. En cas de problème, consultez Aide:Unicode ou testez votre navigateur.
Le ras Mekonnen Welde Mikaél (guèze : ራስ መኰንን ወልደ ሚካኤል, ) (9 mai 1852 - 21 mars 1906), également connu sous son nom de cavalier Abba Qagnew (guèze : አባ ቃኘው) est un homme politique et militaire éthiopien. Il est le père de Teferi Mekonnen, plus connu sous le nom de règne d'Haïlé Sélassié.
Durant toute sa carrière, Mekonnen travaille en collaboration avec son cousin, Menelik II, négus du Choa puis neguse negest de l'Empire ; ces deux hommes constituent, selon l'historien officiel S. Pierre Pétridès, « Les constructeurs de l'Éthiopie du XXe siècle».
Né dans le royaume du Choa, en Éthiopie, et descendant de la noblesse éthiopienne, il prend part à l’âge de 29 ans aux campagnes de Menelik II. Il participe notamment à la conquête du Hararghe dont il devient gouverneur jusqu'à son décès. Par là, il assure le contrôle sur toute la région de l'Ogaden et constitue un vaste glacis de protection sur la façade orientale de l'Empire éthiopien. Il dote la région d'infrastructures administratives et réussit à assurer une cohabitation entre les nouveaux habitants de Harar, de confession chrétienne orthodoxe, et la population locale musulmane.
Représentant l'Éthiopie lors des négociations du traité de Wouchalé (1889) conclu avec les Italiens, il conduit dans les années suivantes une série de réformes économiques et financières afin de préparer le pays à la première guerre italo-éthiopienne. Au cours de celle-ci, déclenchée en 1895, il mène les troupes éthiopiennes aux premières victoires d'importance à Amba Alagi et Mekele, puis participe à la bataille d'Adoua (mars 1896) qui termine le conflit par une victoire éthiopienne.
De retour au Hararghe, il participe à partir de 1897 aux expéditions vers l'ouest de l'Éthiopie. En 1901, Mohammed Abdullah Hassan lance une campagne contre les populations de l'Ogaden qui refusent de suivre son insurrection contre la présence britannique. En dépit du soutien britannique, la contre-offensive menée par Mekonnen ne parvient pas à soumettre le mouvement.
En 1902, il assiste à Londres au couronnement d’Édouard VII puis se rend en France en juillet où il est reçu par le président Émile Loubet et participe aux festivités du 14 juillet. Les années suivantes, il organise, en coordination avec le Royaume-Uni, une nouvelle expédition militaire contre Mohammed Abdullah Hassan sur l'Ogaden.
Le 21 mars 1906, alors qu'il part en direction d'Addis-Abeba, Mekonnen meurt à Kulubi. Organisée à Addis Abeba, la cérémonie du teskar, à laquelle assistent 10 000 personnes, est présidée par Menelik II.

## Jeunesse et débuts politiques

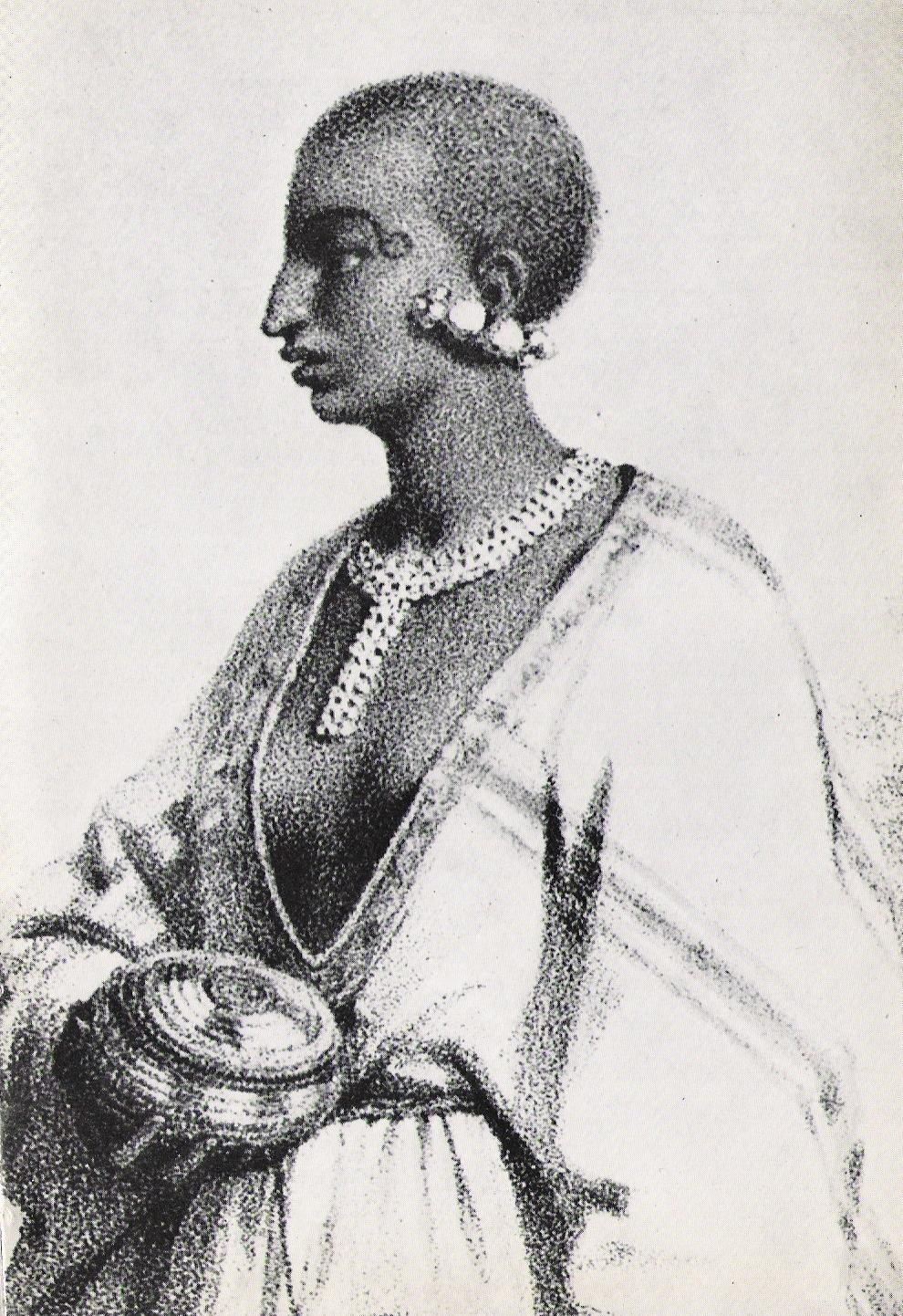
Tenagne Werq Sahle Selassié, mère de Mekonnen

Mekonnen Welde Mikaél naît le 9 mai 1852 à Derefo Maryam, une ville du district de Gola, dans le royaume du Shewa. Petit-fils du Négus Sahle Selassié par sa mère, Tenagne Werq Sahle Selassié et fils du Dejazmach Welde Mikaél, général et gouverneur des districts de Menz et de Doba, Mekonnen est également cousin germain de Menelik II. Dès son plus jeune âge, un tuteur se charge de l'éduquer « selon la coutume des princes » ; on lui enseigne à manier les armes, à galoper, à jouer au begena ainsi qu'aux échecs. Parmi les nombreux livres qu'il étudie, on peut citer le Fetha Negest, un code juridique dont il commence la lecture à quatorze ans.
En 1866, Welde Mikaél présente son fils à Menelik II, Negus du Choa (Shewa), avec les paroles suivantes : « Voici mon fils et le fils de votre tante. Je le place entre vos mains. S'il vous plaît, laissez-le grandir avec vous, dans votre palais ». Le souverain shewan confie à son jeune cousin des missions généralement accomplies avec succès lui permettant d'entrer en contact avec le monde politique. Ces collaborations entre Mekonnen et Menelik ne sont que les premières d'une longue série ; durant toute leur carrière, les deux hommes travaillent ensemble et deviennent, selon les termes de Pétridès, « les constructeurs de l'Éthiopie du XXe ». Progressivement, la relation de travail se transforme en véritable amitié et en 1876, Menelik élève Mekonnen, âgé de 24 ans, à la dignité de Balambaras.

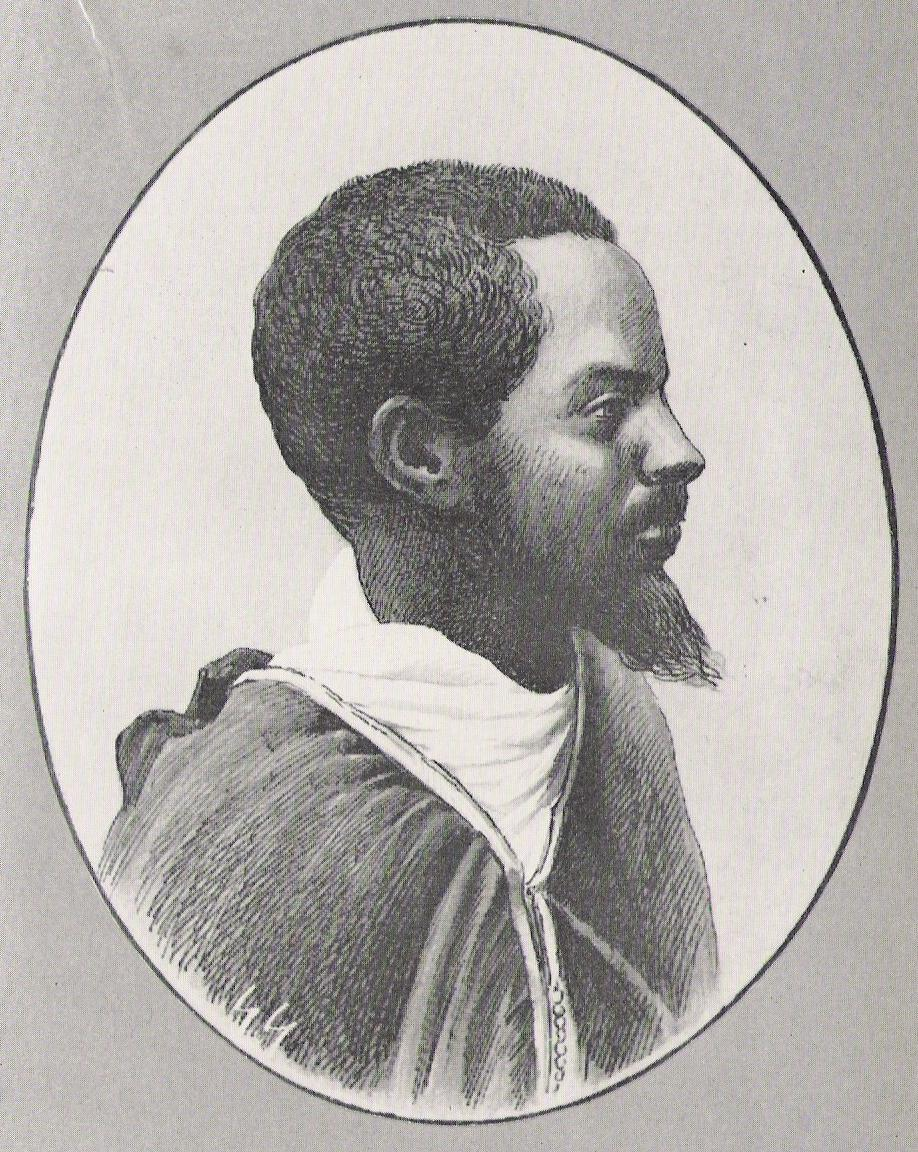
Mekonnen à 22 ans

Rentré pour de bon dans la vie publique, il assiste désormais aux conseils de guerre tenus par Menelik II. Comme l'exige l'usage shewan, c'est le plus jeune, en l'occurrence Mekonnen, qui s'exprime prioritairement. Ses avis, « sagaces et circonspects », attirent l'attention des autres dignitaires et lui valent respect et confiance. En 1881, il devient un des trésoriers du palais. Plus tard, il est nommé gouverneur du Wabari, un petit district à l'ouest d'Entoto.
En dehors des Conseils, Mekonnen passe le plus clair de son temps avec ses soldats auxquels il fournit les meilleurs équipements venus d'Europe. Sa troupe compte progressivement près de 1 000 hommes et participe aux campagnes de l'armée shewane commencées en mai 1881 contre les Oromos de Temouja. Il se retrouve en tête de colonne et parvient à repousser ses ennemis au-delà de l'Awash. En janvier 1882, il prend part à la première grande expédition du Shewa contre les Arsis Oromos ; il atteint le lac Ziway et s'arrête au mont Chilalo. La campagne s'avère plus longue que prévu en raison des attaques incessantes, de jour comme de nuit, auxquelles il résiste en faisant preuve « de sang-froid et d'initiative ». Mekonnen et ses troupes participent également à la guerre contre le Godjam, déclenchée vers mars 1882 et remportée le 6 juin, par les Shewans lors de la bataille d'Embabo. En 1886, il contribue au succès de la seconde campagne contre les Arsis Oromos, refoulés au-delà du lac Ziway.

## La prise de Harar et la nomination au poste de gouverneur

### La conquête militaire du Hararghe

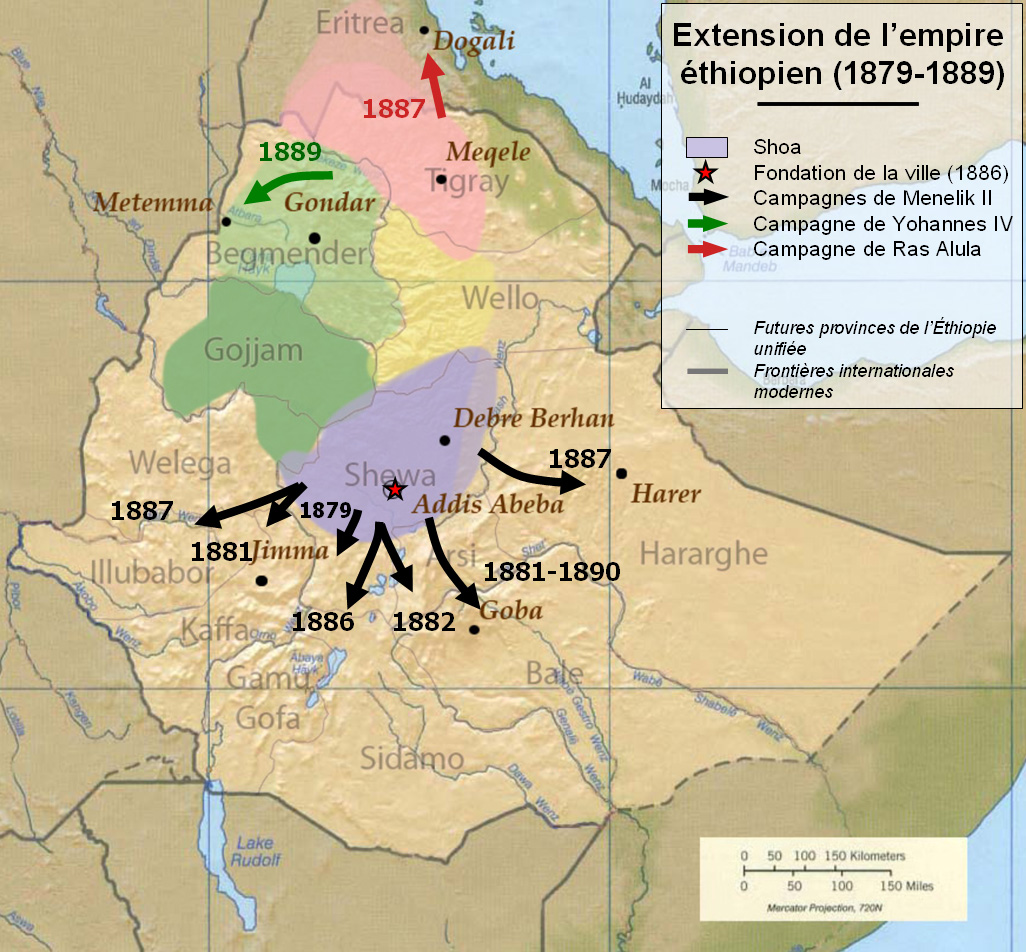
De 1882 à 1886 et en 1887, Mekonnen participe aux campagnes shewannes au sud-est d'Addis-Abeba ainsi que vers Harar.

En 1887, lorsque le Choa envisage de partir à la conquête du grand Est et notamment de la Hararghe, la carrière politique de Mekonnen va véritablement décoller.
En 1885, la ville de Harar sort de dix années d'occupation égyptienne et les Italiens souhaitent combler ce qu'ils appellent un « vide ». Par ailleurs, l'arrivée au pouvoir d'Abd Allah II ibn Ali Abd ash-Shakur vers 1884/1885 a provoqué l'inquiétude des Européens présents sur place ; le nouvel émir a la réputation d'être intolérant voire fanatique. Afin de devancer les Italiens, Menelik II lance la campagne en 1886 ; à ses 20 000 soldats s'ajoutent les 1 000 hommes de Mekonnen. Les forces shewannes traversent l'Awash en novembre et en janvier 1887, elles s'installent à proximité de Harar.
Le 6 janvier, la bataille de Chelenqo est déclenchée, rapidement les troupes de Menelik prennent l'avantage et la colonne de Mekonnen détruit l'artillerie de l'ennemi ; en vingt minutes, les Shewans remportent la victoire. Le jour suivant, ils encerclent Harar, l'émir s'enfuit de nuit et le 9 janvier, une partie de l'armée entre dans la ville. Le lendemain, Menelik charge Mekonnen de réquisitionner le matériel militaire ; il saisit 600 000 cartouches, 3 000 obus chargés, 4 canons Krupp et de nombreux fusils. Enfin, le 27 janvier 1887, après l'avoir élevé à la dignité de Dejazmach, Menelik nomme son cousin gouverneur du Hararghe. En outre, une garnison de 3 000 hommes chargée de défendre la ville est placée sous ses ordres. Il lui confie la lourde tâche de pacifier une province et une capitale plongées dans le « chaos ».

### Premiers mois à la tête du Hararghe
À 35 ans, le nouveau Dejazmach se retrouve à la tête du Hararghe, une province aux frontières non tracées, où la police, l'administration et la justice sont quasi inexistantes. De plus, les populations souffrent des raids des Issas, des Danakils, des Somalis et des Oromos et le commerce pâtit de la carence d'infrastructures. La situation paraît tellement désespérée que Menelik II aurait envisagé de quitter la province ; l'objectif initial, réussir une expédition lucrative, a été atteint. Toutefois, la crainte d'une arrivée anglaise maintient les quelques troupes shewannes sur place.

L'édification d'une armée plus importante constitue la priorité de Mekonnen. Sa troupe passe de 5 000 à 10 000 pour atteindre 20 000 soldats. À la tête de ses hommes, il parcourt la province et commence le processus de pacification afin de désarmer les rebelles locaux. Travailleur acharné, Mekonnen conduit des réformes financières et assure la protection des classes populaires. Pendant ses nombreuses expéditions, Mekonnen reçoit souvent l'appui de quelques clans somalis ; en échange, il les autorise à exercer un certain pouvoir local, tout en restant sous ses ordres.
Mekonnen doit également faire face à la sensible question de la foi puisque après des siècles d'enfermement sur elle-même, la ville de Harar est gouvernée par un chrétien orthodoxe. Mekonnen est, par nature, un homme « répugnant à la violence, au fanatisme et aux solutions de force » et respectueux de l'Islam. Il s'inscrit ainsi dans la tradition éthiopienne de tolérance religieuse. Il a lui-même grandi parmi des missionnaires catholiques dont l'Italien Guglielmo Massaia et le Français Monseigneur Taurin auquel il déclare durant un entretien :

« Coptes, catholiques, musulmans, falashas et païens, sont comme les cinq doigts de cette main, et cette main est l'Éthiopie. »

La population est définitivement rassurée lorsque Mekonnen annonce publiquement :

« Beaucoup de chemins mènent à Dieu : chacun de nous est libre de choisir qui lui convient le mieux. »

Pendant douze mois, le Hararghe vit un important bouleversement : le commerce est en pleine croissance, l'activité agricole reprend et la situation sanitaire de la capitale s'améliore. Beaucoup de chrétiens viennent s'installer dans la capitale où ils créent une nouvelle classe dirigeante ; ce changement social ne crée aucune tension au sein de la population locale qui tire profit du développement économique. Sous Mekonnen, Harar devient le point de relais majeur sur la route commerciale entre Obock et le Shewa. Toujours en attente du départ éthiopien, les Italiens cachent mal leur agacement et envoient l'ingénieur Robecchi-Bricchetti recueillir des renseignements. Durant son séjour à Harar de 1888 à mars 1889, il rencontre le gouverneur, dont il garde une impression positive. Tout comme l'ont fait auparavant la France et la Grande-Bretagne auparavant, il conclut que la province, solidement contrôlée par les Shewans, ne peut faire l'objet d'une conquête future. Mekonnen, trop concerné par les graves changements s'annonçant au nord de l'Empire éthiopien, se préoccupe peu de ces questions.

### Le soutien à Menelik en 1889
Inquiet de la conquête du Hararghe par les forces de Menelik, le Negusse Negest Yohannes IV prépare son armée afin de marcher vers le Shewa. Menelik parvient à réunir environ 100 000 guerriers dont ceux de Mekonnen. Le chroniqueur Gebre Selassie rapporte l'« émerveillement » des généraux et commandants de l'armée shewanne en voyant ces soldats disposant d'un bon armement et dotés d'un sens de l'organisation. L'affrontement n'a finalement pas lieu. Yohannes IV doit repartir vers le nord, lutter contre les Mahdistes. Il perd la vie le 10 mars 1889, des suites de blessures après la bataille de Metemma.
Au début du mois de novembre 1889, Menelik II est couronné Negusse Negest de l'Empire éthiopien. Afin de préserver l'unité nationale et l'indépendance du pays, Mekonnen insiste auprès du nouveau souverain sur l'importance d'acquérir l'armement le plus moderne. Cette conviction, partagée par Menelik, a poussé celui-ci à rédiger une lettre au roi Umberto I le 26 mars 1889 ; il indique son arrivée sur le trône et le départ prochain de Mekonnen vers l'Italie dans le but d'acheter du matériel militaire. L'intérêt des Éthiopiens pour les armes européennes n'a pas échappé aux Italiens ; ils proposent de signer un traité où ils accepteraient de reconnaître Menelik II comme légitime et à inciter les autres puissances à faire de même en échange de livraisons de matériel militaire. Le 2 mai 1889, les deux pays signent le traité de Wouchalé. En juin 1889, Menelik charge Mekonnen de se rendre en Italie où il doit s'occuper de l'achat des armes. Le comte Antonelli, représentant du gouvernement italien à la cour du Shewa décide d'accompagner le cousin du Negusse Negest vers l'Europe. Le 20 juin 1889, Mekonnen prend la route du départ mais passe d'abord par Harar où il donne ses ordres ultimes à ses lieutenants. Le 2 août, il quitte le port de Zeilah pour arriver à Naples le 21.

## Le contact avec les Italiens

### Le voyage en Italie

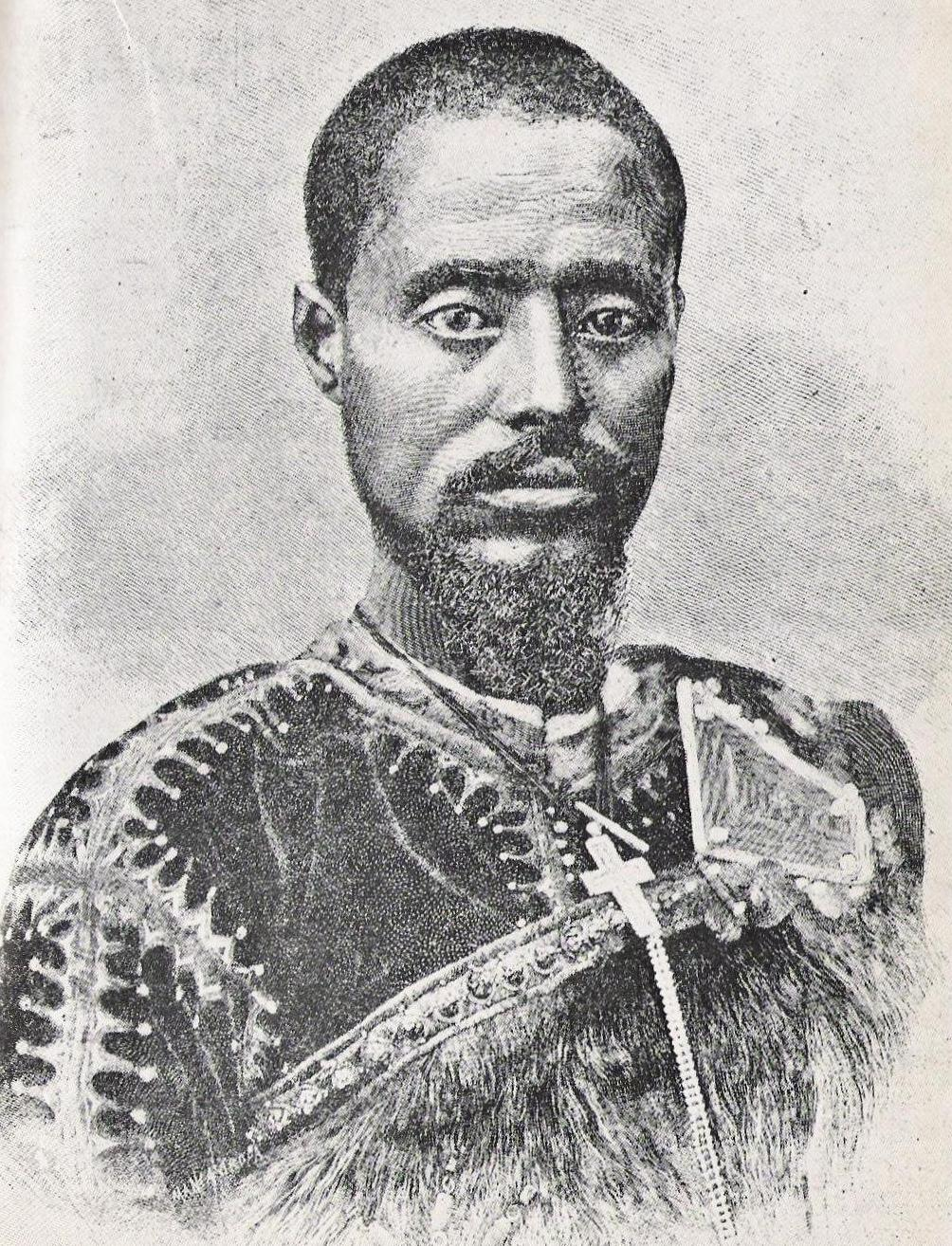
Mekonnen à Naples

Durant les trois semaines de voyage, Mekonnen montre tout son intérêt pour les armes en les examinant avec précision, les démontant et les remontant à plusieurs reprises. Arrivé à Naples, il est accueilli par une délégation comprenant le major Domenico Grandi, chef du Bureau d'Afrique, le Dr Cesare Nerazzini, médecin de la marine et le Dr Leopoldo Traversi, délégué de la Società Geografica. Partout il est reçu en grande pompe, aussi bien par les maires et les directeurs de fabriques de matériel militaire que lors de dîners. Le 27 août, il arrive à Rome où il loge à la Villa Mirafiori. Le lendemain, il s'entretient au Quirinal avec Umberto I, le roi d'Italie. Devant le souverain, les Éthiopiens, suivant leurs traditions, s'inclinent profondément ; les Italiens ont alors comparé l'angle d'inclinaison éthiopien à l'angle européen et en ont conclu qu'il s'est agi d'un acte de soumission. En réalité, l'entretien se déroule d'égal à égal, dans une atmosphère très cordiale ; Umberto prend des nouvelles de la santé de Menelik et se réjouit de son arrivée sur le trône. Vers la fin de la réunion, le roi italien promet, après avoir insisté sur l'amitié avec l'Éthiopie, de ratifier le traité de Wouchalé. Le 29 août, pendant la ratification du texte par Umberto, Mekonnen en profite pour se recueillir devant le Mausolée de la Propaganda Fide où repose Mgr Massaia. Le soir, un dîner est organisé à la Villa Mirafiori, de nombreuses personnalités italiennes y sont conviées dont Pietro Felter, plus tard commerçant à Harar.
Le 30 août, Mekonnen quitte Rome pour Naples, où il rencontre Crispi, président du Conseil italien, afin de signer une convention additionnelle au traité de Wuchale concernant un prêt d'argent pour l'achat d'armes. Cette convention, préparée à bord du bateau venant d'Éthiopie, entre Mekonnen et Antonelli, est signée le 1er octobre. Si Crispi voit en cette signature, un début de soumission à la souveraineté italienne, Mekonnen a bien perçu les ambitions extra commerciales. Ses craintes sont confirmées le 11 octobre, lorsque l'Italie communique aux puissances signataires de la Conférence de Berlin la création d'un « protectorat éthiopien ». Mekonnen, quant à lui, poursuit son but initial : l'acquisition de matériel militaire. Il entame des négociations avec la Banque Nationale d'Italie sur les modalités de l'emprunt de 4 millions de lires. Un accord est trouvé le 26 octobre, entre la Banque, Mekonnen et le gouvernement italien : l'institut financier avance 2 millions de lires en espèce et accorde un crédit de 2 autres millions ; le tout remboursable en dix annuités à 5,5 % d'intérêt.
L'encre du traité à peine séchée, Mekonnen s'empresse d'acheter 28 canons, 38 000 fusils et 2 500 000 cartouches. Le voyage en Italie a également permis à Mekonnen d'analyser les forces armées italiennes que tant de fois le gouvernement local a fait défiler lors de déplacements. Convaincu de la puissance militaire italienne en Europe, il pense qu'elle ne saurait remporter de succès en Afrique face à une armée équipée d'un matériel moderne. Ce constat aura plus tard une influence sur la décision d'affronter les Italiens, arme à la main. F. H. Berkeley, un général anglais, présent à Adoua le lendemain de la victoire éthiopienne affirme que ces quatre mois de voyages pendant lesquels Mekonnen a examiné en détail l'armée italienne constituent une des causes du succès des forces de Menelik. Le 4 décembre 1889, Mekonnen quitte l'Europe pour retourner en Afrique ; il revient accompagné d'Antonelli et de Salimbeni, nommé représentant officiel du gouvernement auprès de la Cour de Menelik.
Lors du retour, Mekonnen passe à Jérusalem où il est accueilli par le patriarche grec Damianos ; celui-ci lui offre la croix en or de commandeur de l'Ordre chrétien du Saint-Sépulcre dans laquelle est incrusté un morceau de la vraie Croix. Mekonnen profite de son séjour pour rendre visite aux Éthiopiens installés sur place ; frappé par la situation de ses compatriotes, il puise dans ses propres fonds afin de porter secours aux moines les plus pauvres. Enfin, il débourse 40 000 francs-or afin d'acheter pour le gouvernement des terrains situés face à la porte de Damas, où sera plus tard installé le Consulat d'Éthiopie. Son passage à Jérusalem terminé, Mekonnen retourne à Port-Saïd pour se diriger vers Massaoua.

### La rupture des relations

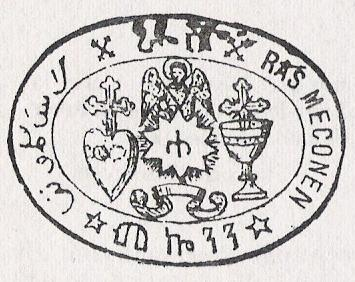
Le premier sceau de Mekonnen.

À peine rentré en Afrique, Mekonnen est nommé gouverneur de la région des hauts plateaux d'Ittu, une zone annexée par la suite à la Hararghe. Il apprend ensuite une grave nouvelle : un mois auparavant, en janvier 1890, une colonne de 6 000 soldats italiens a pénétré le territoire éthiopien, atteignant la ville d'Adoua. Révolté, Mekonnen proteste auprès d'Antonelli en lui indiquant que son armée a violé la Convention signée en Italie ; le représentant de Rome, également furieux, reproche au général Orero, gouverneur de l'Érythrée, la conduite des affaires. La marche militaire entreprise vers le sud a paru se rapprocher de celle de Menelik qui s'est dirigé vers le nord pour combattre Mengesha Yohannes. Le 19 février, Mekonnen et Menelik se rencontrent à Mekele où ils discutent du voyage en Italie et de la situation dans le nord ; le 26, le Negusse Negest, en présence d'Antonelli, ratifie la Convention additionnelle signée à Naples le 1er octobre. Les Éthiopiens exigent le retrait d'Orero et le respect de la frontière entre la possession italienne et leur empire éthiopien. Toutefois, la question n'est pas réglée puisque lorsque les deux cousins partent vers le Choa (Shewa), Francesco Crispi annonce au monde la constitution d'un empire colonial italien et fait imprimer des cartes affichant l'Érythrée et l'Éthiopie, partie intégrante de cette entité.
En avril 1890, Mekonnen et Menelik arrivent à Entoto où le Negusse Negest élève son cousin à la dignité de ras et de prince ; un geste exprimant une grande estime pour ce jeune homme de 39 ans, Dejazmach pendant seulement trois années. En décembre 1890, après un court passage à Harar, il est rappelé à la Cour impériale ; les relations avec l'Italie se dégradent d'autant plus qu'elle revendique toujours plus de provinces à l'Éthiopie. Antonelli est reçu le 17 décembre 1890 par Menelik qui lui annonce clairement que les négociations ne commenceront pas tant sans la présence de Mekonnen, une requête prouvant le rôle important du gouverneur du Hararghe dans les questions diplomatiques,. Le Ras arrivé, les négociations commencent. L'essentiel des problèmes réside dans l'article XVII, qui, différent dans les deux langues dans lesquelles a été rédigé le traité, place, dans la version italienne, l'Éthiopie sous le protectorat de Rome. En janvier 1891, après plusieurs semaines de discussions, les négociations n'avancent pas ; Mekonnen refuse de plier, estimant avoir été « trompé d'une façon ignoble ». De l'autre côté, Antonelli qui s'en tient rigoureusement au traité fait savoir à son interlocuteur que l'Italie a déjà communiqué aux puissances l'article XVII incriminé par les Éthiopiens. Le 10 février, une rencontre a lieu directement entre Menelik, Taytu Betul, les hauts dignitaires et le comte Antonelli. Les Italiens souhaitent à tout prix maintenir l'article XVII et les Éthiopiens refusent. Finalement, le représentant du gouvernement Crispi quitte la salle en déclarant : « Eh ! bien, c'est la guerre. Je pars ! ».
Le lendemain, Mekonnen rédige une lettre adressée au roi d'Italie Umberto I et signée par Menelik ; en outre, il commence le processus de préparation des forces armées. Durant les négociations, il a affirmé que l'éventualité de la guerre lui paraissant « la plus probable » : « nous devons d'ores et déjà nous préparer militairement ». Par ailleurs, l'Éthiopie doit selon lui « se libérer de toutes nos obligations envers l'Italie » ; cela inclut le remboursement du prêt et la dénonciation du traité de Wouchalé, dès que possible d'un point de vue légal : le 2 mai 1893. À cela s'ajoute une nécessité diplomatique : informer les puissances européennes du rejet du protectorat italien. Enfin, Mekonnen veut clairement délimiter les frontières éthiopiennes, l'absence de clarté dans ce domaine amène selon ses termes : « l'étranger » à « fouler notre sol, s'emparer de nos villes et de nos biens ». En clair, il veut mettre fin à ce qu'il nomme un « banditisme international » en traçant les frontières de l'Empire éthiopien, une ligne que « personne ne soit désormais autorisé à la franchir impunément ! ». Menelik accepte toutes ces propositions ; par ailleurs, il demande à Mekonnen de préparer une lettre circulaire que le Negusse Negest adresse en son nom le 10 avril 1891 à tous les souverains et chefs d'État d'Europe. En plein partage de l'Afrique, cette lettre fait office de protestation non seulement nationale mais également continentale ; elle permet à l'empire éthiopien de prouver le maintien de sa souveraineté et de démentir les revendications du gouvernement italien. En 1891, après avoir réglé les derniers problèmes diplomatiques, Mekonnen peut enfin retourner dans le Hararghe.

## Les années de préparation au conflit avec l'Italie

### Le bref retour au Hararghe

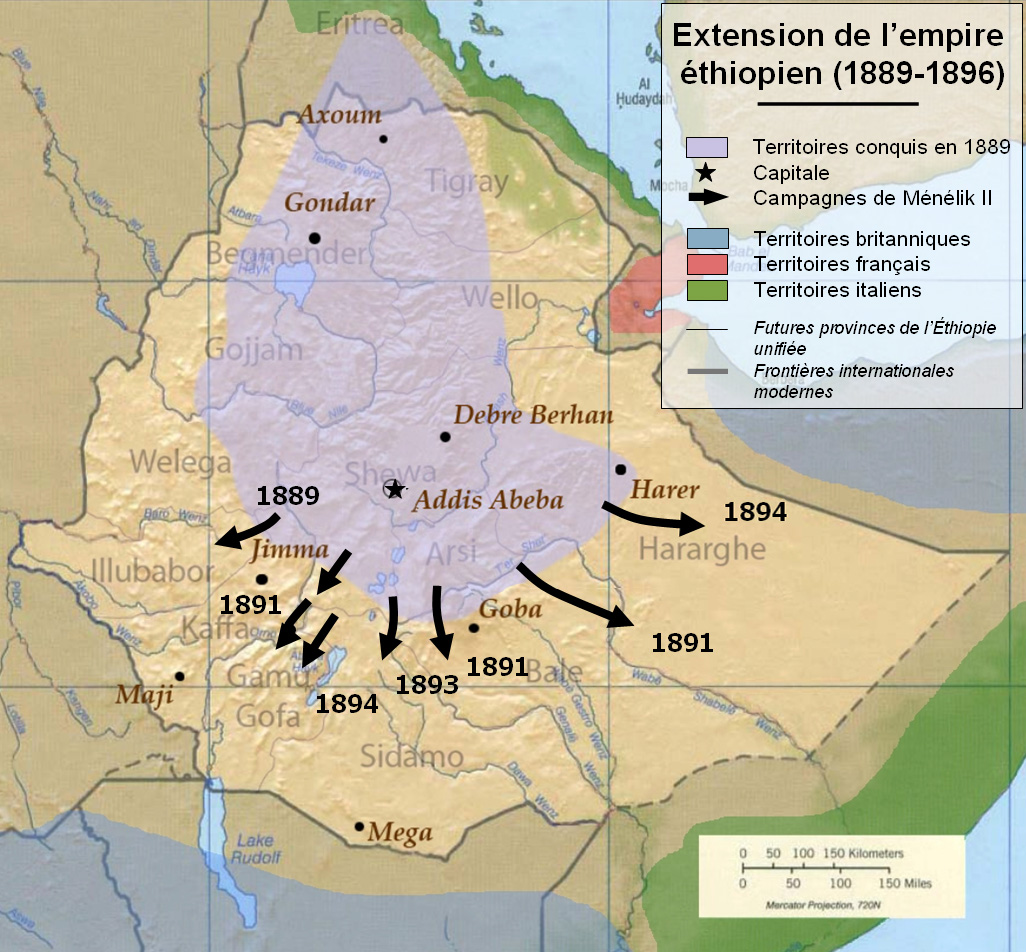
Mekonnen prend part à la deuxième phase des campagnes de Menelik II. Il étend le contrôle de l'empire éthiopien en direction de l'est, vers l'actuel Somaliland.

De retour à Harar, Mekonnen est informé de la dégradation de la situation sécuritaire, causée par l'absence du gouverneur capable de contenir les rivalités locales. Les six premiers mois, le nouveau ras se remet au travail, achevant tous les projets de santé publique, de rétablissement de l'ordre et de justice commencés avant son départ. Les premières cibles des changements sont les seigneurs locaux et les bandits. En outre, une série de réformes administratives et financières permettent l'établissement progressif d'une stabilité régionale. Marqué par son voyage en Italie, il introduit de nouvelles technologies : parmi celles-ci le télégraphe et le chemin de fer. Bien qu'il entretienne de bons rapports personnels avec les étrangers vivant à Harar, les relations avec les différents États sont plus difficiles. En effet, les menaces sur l'Éthiopie demeurent nombreuses : l'Italie, la Russie, la France et la Grande-Bretagne demeurent intéressées. C'est essentiellement par sa « diplomatie adroite » que Mekonnen parvient à sauvegarder la façade orientale de l'empire éthiopien. D'après Pétridès : « L'Histoire devra reconnaître que si l'Éthiopie doit à Ménélik d'avoir reconquis le Harrar, c'est à Mekonnen qu'elle doit de l'avoir gardé ; c'est là le grand mérite de ce dernier ».
La personnalité même de Mekonnen favorise le maintien des Éthiopiens sur place. En effet, les Européens — et les étrangers de façon générale — ne bénéficient d'aucun traitement de faveur, dans aucun domaine. Il s'agit en particulier des jugements du Ras, cités comme exemples ; plusieurs d'entre eux ont prouvé l'absolue égalité de traitement entre les personnes de différentes nationalités ou de différentes classes sociales Le retour du gouverneur signifie en outre la réorganisation et le renouvellement du matériel de son armée comprenant environ 20 000 hommes, un nombre considérable pour l'époque. Mekonnen se distingue de plusieurs chefs éthiopiens en nommant en fonction, non pas du rang, mais exclusivement du mérite personnel ; « il n'hésitait jamais à confier un poste important à un ex-esclave efficient, plutôt qu'à un fils de noble incapable ». Pour s'assurer du bon état de ses troupes, il lance des campagnes dans la région de l'Ogaden ; les expéditions, parmi les plus difficiles endurées par les soldats de Mekonnen, atteignent d'abord Imi (350 km au sud de Harar) puis Rer Ali (250 km d'Imi). Plus qu'un simple entraînement, les troupes doivent avant tout rapporter du bétail en raison de la famine qui sévit dans plusieurs provinces de l'empire. Comme à son habitude, Mekonnen participe, au premier rang, aux divers combats menés par ses troupes.

### Les dernières réformes avant le déclenchement de la guerre

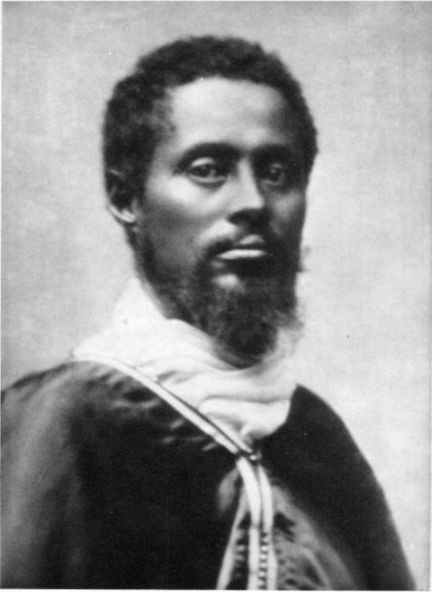
Portrait de Mekonnen

Pour redresser l'économie de l'empire, dévasté par trois années de famine, Mekonnen, connaisseur des fiscalités étrangères, décide en 1892 d'élaborer un système inspiré de la dîme et instauré par les Égyptiens pendant l'occupation de Harar. Menelik accepte cette proposition et adopte le plan ; la dîme est perçue sur les récoltes, réglant, outre la crise post-famine, la question du rationnement mensuel de l'armée. L'aspect le plus important de cette réforme reste la popularité du régime fiscal instauré. Le peuple éthiopien, fait rare dans l'histoire du pays, est soumis à un niveau d'impôts qu'il tolère.
Malgré une ultime tentative italienne de négociation, les Éthiopiens refusent de céder leur indépendance ; le 12 février 1893, suivant les conseils de Mekonnen, Menelik envoie une lettre à Umberto I, roi d'Italie dans laquelle il dénonce le traité de Wouchalé. Le 27 février, le souverain éthiopien en informe les autres puissances étrangères. En 1893, Menelik fait à nouveau appel à Mekonnen afin de moderniser le système économique national ; les finances sont réorganisées, la nouvelle monnaie à l'effigie de Menelik, au sceau de lion de Juda, entre en circulation. Plus généralement, l'Éthiopie adhère à l'Union postale universelle et émet ses premiers timbres. Mekonnen obtient l'autorisation du Negusse Negest pour la construction de la ligne télégraphique et du chemin de fer. Les récentes mesures visant à préparer le pays semblent largement justifiées puisque Mekonnen apprend que le 5 mai 1894, les Italiens et les Anglais ont signé à Rome une convention dans laquelle l'Éthiopie, partagée en « zones d'influence », serait dépecée par les deux États : à l'Angleterre irait le Somaliland, à l'Italie, le Hararghe et l'Ogaden. De plus, les deux gouvernements discutent avec Mengesha Yohannes, gouverneur du Tigré, afin de l'amener à se lever contre Menelik ; ils profiteraient de cette déstabilisation pour envahir la région du nord.
Furieux, Mekonnen s'adresse en ces termes à Felter et aux officiels britanniques : « Vous vous êtes partagés nos terres : le pays jusqu'à la mer est la propriété de l'Éthiopie ! » ; quant au gouvernement italien, il assure ne plus vouloir lui faire confiance. L'ensemble des rois locaux et gouverneur se réunit après l'ordre lancé par Menelik. Les Italiens, déçus de voir Mengesha participer à la guerre du côté éthiopien, prennent une décision qualifiée par Pétridès de « quasi invraisemblable » : ils se mettent à discuter avec Mekonnen. En s'adressant à Mekonnen, cousin de Menelik, un de ses plus proches chefs militaires, et en souhaitant voir le gouverneur de Harar trahir le souverain éthiopien, les Italiens commettent une grande erreur. Mekonnen va tout de même jouer le jeu puisque après avoir écouté la proposition, il part en parler à Menelik ; tous deux s'accordent et Mekonnen feint un intérêt dans le but de prendre connaissance des objectifs de Rome. En 1909, l'historien italien Vico Mantegazza reconnaît que croire Mekonnen, « le plus habile et le plus diplomate des grands chefs éthiopiens », capable de trahir son cousin, a été « la plus grande des illusions ».

## La participation au conflit avec l'Italie

### La marche vers le nord
En décembre 1894, l'armée impériale part dans une dernière campagne de préparation au sud d'Addis-Abeba. Le mois suivant, les Italiens, qui se sont aperçus de la supercherie de Mekonnen, décident d'envahir le Nord de l'empire éthiopien. Après deux victoires à Coatit et Senafé, ils occupent le Tigré. Mekonnen est tenu au courant par Menelik II, dont les espions rapportent les informations. En septembre 1895, les rois et gouverneurs sont appelés aux armes. À Harar, le 17, sur la grande place, la proclamation se fait de manière traditionnelle, sous le coup des timbales. Le 25 septembre, Mekonnen désigne les responsables des troupes chargés de la sécurité locale. Afin de défendre la province d'une éventuelle offensive de Rome et de la fomentation de troubles par les Italiens, Mekonnen leur ordonne de quitter la ville. Il souhaite également éviter des violences envers les Italiens en cas de défaite éthiopienne Le 27 septembre 1895, Mekonnen et ses troupes quittent Harar pour passer par Were Illu, lieu de rencontre de l'armée impériale fixé par Menelik et se rendre à Addis Abeba.
Avant d'arriver au palais impérial, Mekonnen se rend au tombeau de son grand-père où, les yeux fermés et les poings serrés, il prie :
« Mon Dieu, quel que soit le sort que Vous m'avez réservé – la victoire, la défaite, la gloire, la mort, la pauvreté, la richesse – je l'accepterai comme toujours : avec humilité et gratitude ! Je ne Vous demande qu'une chose : gardez-moi toujours dans le chemin de l'honneur et de la dignité ! Faites, mon Dieu, faites que je laisse à mon fils et à ma patrie, un nom irréprochable !... ».
Une fois dans la capitale, il discute pendant cinq jours avec Menelik de la campagne et de son organisation après quoi l'armée impériale quitte la ville. Le 25 octobre 1895, Mekonnen écrit une lettre à Pietro Felter, représentant de Rome à Zeilah, dans laquelle il précise les intentions pacifiques de la marche vers le nord où celui-ci espère négocier avec Oreste Baratieri, commandant des troupes italiennes. Seulement, la lettre parvient à Zeila avec un considérable retard et c'est finalement Nerazzini qui la reçoit. Ce dernier prend du temps à transmettre la lettre à Baratieri qui ne lui arrive que le 25 novembre 1895, lorsque Mekonnen atteint Alomata, face à Amba Alagi. Le lendemain, préoccupé par le silence de Felter, Mekonnen écrit directement à Baratieri, lui proposant de régler la crise par négociation ; le général reçoit la lettre le 1er décembre. Au même moment, Mekonnen, nommé Fitawrari de l'armée impériale, met en place les troupes : ses 25 000 hommes au centre, les 15 000 soldats du ras Mikaél à sa gauche, les 10 000 du Ras Wellé à sa droite et les 10 000 du Ras Mengesha placés devant lui, enfin, il nomme Ras Alula son propre Fitawrari. Le 24 novembre, les Italiens envoient un détachement de 3 000 hommes mené par le major Toselli qui s'établit sur le mont Amba Alagi.

### La victoire d'Amba Alagi et la prise de Meqelé

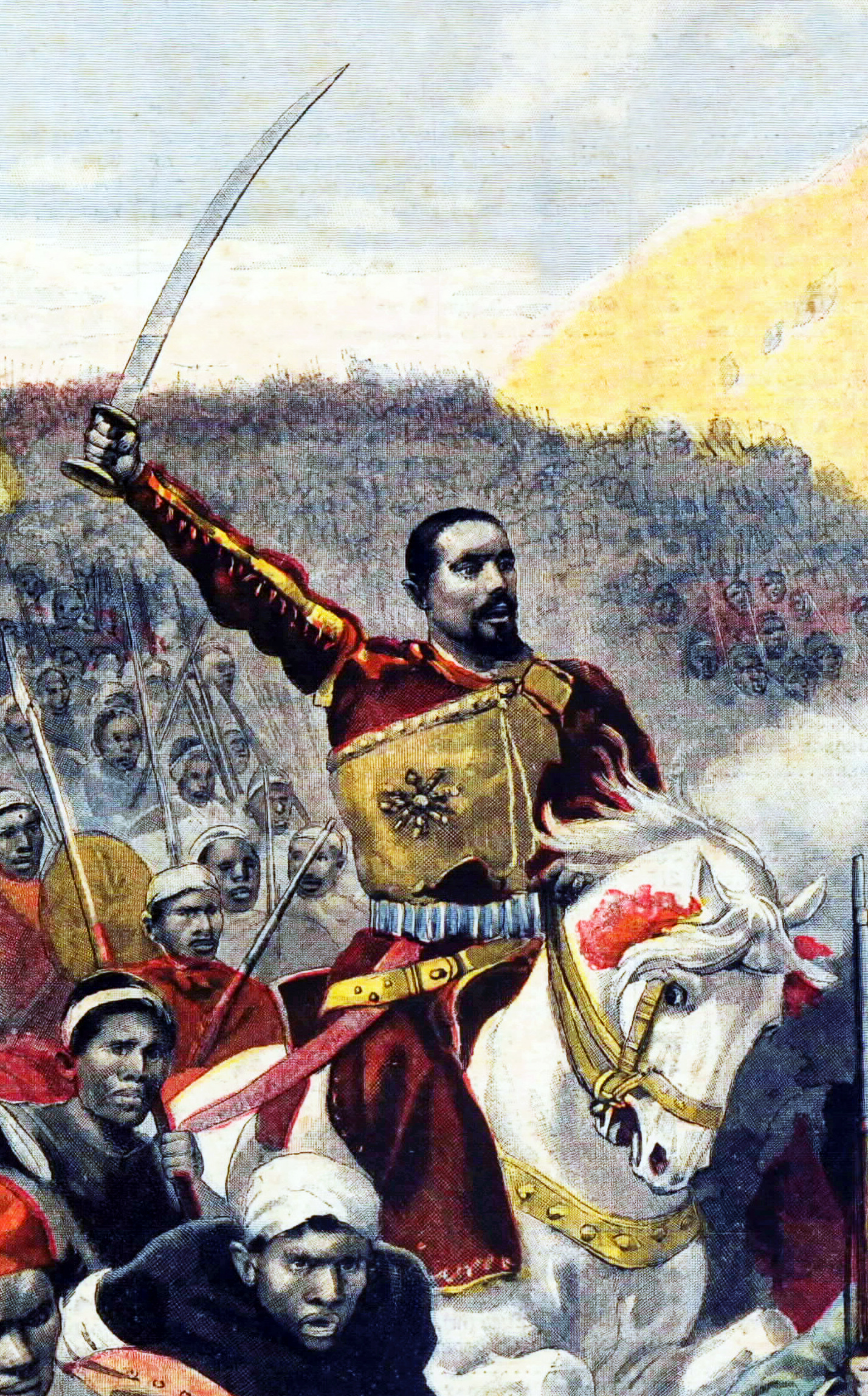
Ras Mekonnen à la bataille d'Amba Alagi

Après le refus italien de se retirer du territoire éthiopien, Mekonnen ordonne l'encerclement de la montagne mais interdit aux officiers de déclencher l'assaut. Néanmoins, le 7 décembre 1895, vers 7 h 00 du matin, sans en avoir reçu l'ordre, le Fitawrari Gebeyehou charge l'aile gauche italienne ; l'ensemble des troupes est entraîné dans un combat de cinq heures. Épaulée à gauche par les Ras Mengesha et Wellé, la colonne de Mekonnen, au centre, lance l'« attaque frontale décisive », un mouvement décisif ayant mené à la victoire éthiopienne. Après la bataille, Mekonnen ordonne la recherche de la dépouille de Toselli et des autres officiers italiens pour leur donner la sépulture avec les honneurs militaires. Voyant le Ras s'incliner devant la tombe de Toselli, les frères du Dejazmach Batité, dont le corps a été jeté aux hyènes par les Italiens après une précédente bataille, lui ont initialement reproché. Mekonnen leur a alors répondu : « Serait-ce vraiment bien faire et se couvrir de gloire que de commettre nous-même le mal qui les a rendus odieux ? ». La victoire permet à Mekonnen et plus généralement au gouvernement éthiopien de gagner le soutien d'une série de seigneurs locaux discutant avec Rome.
Les Italiens, battus à Amba Alagi, se réfugient à Mekele, à 75 km au nord. Sans attendre le reste de l'armée impériale, Mekonnen progresse vers la forteresse tenue par ses adversaires ; il quitte Amba Alagi le 10 décembre et arrive à Mai Mensqui (50 km de Meqelé) le 12. Il envoie une demande de négociation à Baratieri qui après le refus de Francesco Crispi, est contraint de rejeter l'offre de paix. Le même jour, Mekonnen ordonne l'encerclement du fort, construit sur la hauteur d'Ende Eyésous et protégé par les 1 250 soldats du major Galliano. Il continue d'envoyer des messages appelant à une résolution pacifique. Le 5 janvier 1896, le reste de l'armée impériale arrive à Tchelekot (environ 20 km au sud de Meqelé) avec l'artillerie ; le 7, Menelik II s'installe à environ 6,5 km du fort et autorise l'offensive.

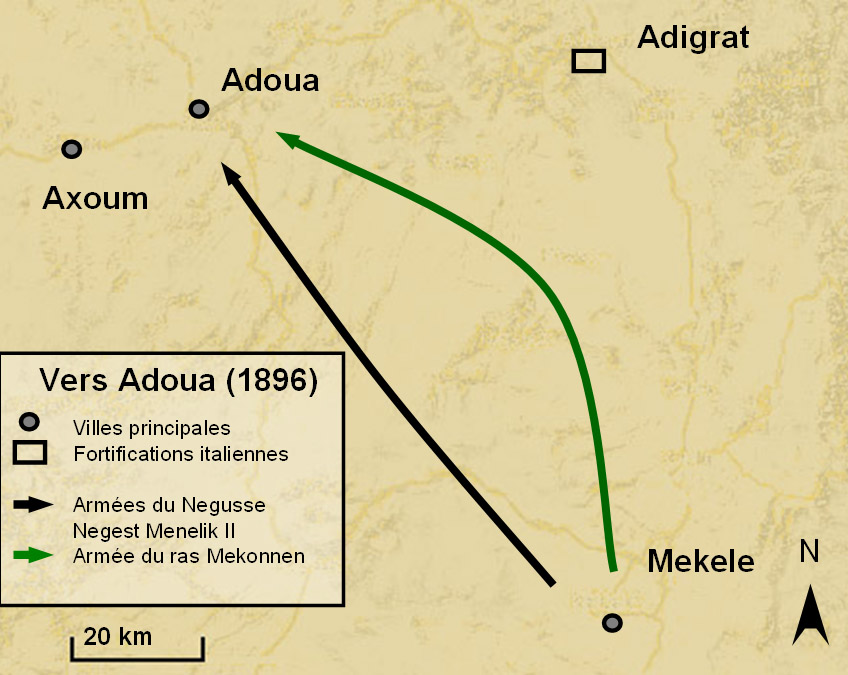
La marche des Éthiopiens vers Adoua sous la protection des troupes de Ras Mekonnen.

Après quelques jours de tirs au canon, Mekonnen, blessé durant les premiers combats, se rapproche du fort ; les Éthiopiens apprennent la situation de détresse dans laquelle se trouvent les assiégés, Menelik consent de négocier et Mekonnen se charge de discuter avec Pietro Felter. Après diverses rencontres au cours desquelles le gouverneur du Hararghe assure aux Italiens qu'ils peuvent quitter le fort sans être attaquer par ses troupes, « une galanterie qui », d'après Richard Pankhurst, « n'a guère été appréciée par tous ces compatriotes ». Le matin du 21 janvier, Galliano et ses hommes se retirent de Meqelé.
En un mois, Mekonnen a infligé aux Italiens deux défaites capitales qui présagent d'une troisième victoire éthiopienne. Pour le féliciter, Menelik, qui l'a nommé avant le conflit Fitawrari, soit le commandant en chef de l'avant-garde impériale, décide d'en faire le commandant en chef des armées impériales. Après un conseil le 23 janvier, les troupes de Mekonnen partent avec les 1 500 prisonniers italiens afin de les escorter ; en vérité, il s'agit d'une ruse du Ras servant à protéger le flanc de l'armée éthiopienne. En se rendant vers Adoua, l'armée impériale risque de se faire attaquer par les soldats italiens installés à Adigrat. Le 26, le gros de l'armée éthiopienne marche vers Adoua, sous protection des troupes de Mekonnen partis trois jours plus tôt.

### Le rôle de Mekonnen au cours de la bataille d'Adoua

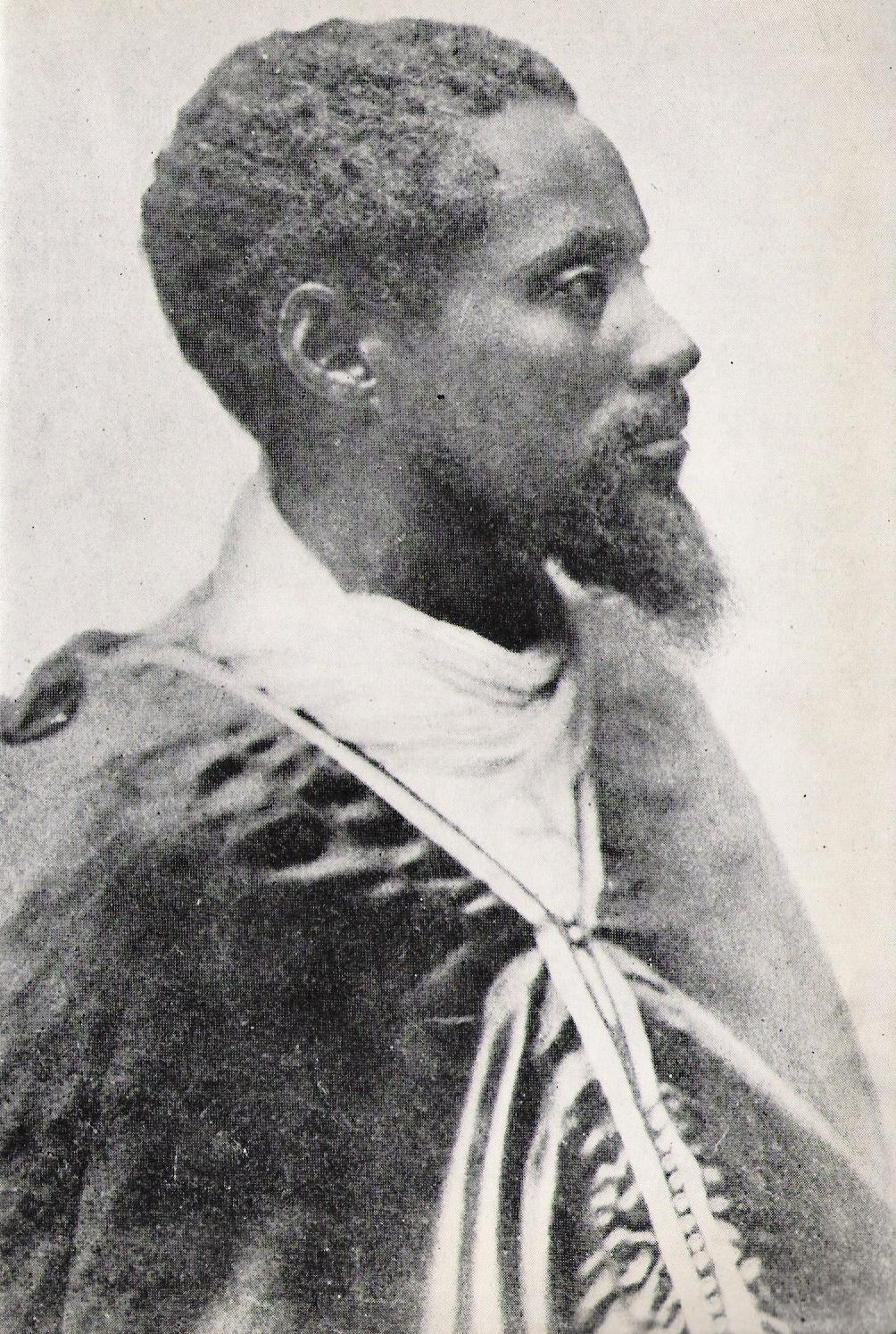
Portrait du Ras Mekonnen vers 1901.

Installés depuis février 1896, les Éthiopiens vont devoir attendre le matin du 1er mars avant d'enter en bataille contre les Italiens. Ce jour-là, vers 5 h 30 du matin, Mekonnen prie, à l'extérieur du monastère surplombant l'Abba Garima. En voyant les colonnes ennemies s'approcher, il sourit et choisit la stratégie. Après avoir prié Dieu et Saint-Georges, il lève sa main droite, touche la croix d'or pendant à son cou et décide de ne pas envoyer une contre-attaque massive mais de lancer une multitude d'offensives, fractionner les colonnes italiennes, les isoler, les encercler au même moment pour les anéantir. Il réunit ses lieutenants, leur explique le plan et envoie les ras Mikaél et Mengesha le transmettre à Menelik II. Il appelle Gebeyehou avec lequel il discute et contemple le terrain de bataille. Il reçoit ensuite les dernières nouvelles du campement impérial. À 5 h 40 du matin, Mekonnen observe les premiers affrontements ; il aperçoit la brigade d'Albertone, totalement séparée de l'armée italienne et s'exclame « Ceux-là sont à nous ! ». Il tourne ensuite son regard vers le combat entre la colonne Arimondi et les troupes du Ras Mikaél et déclare : « Une fois que nous aurons liquidé ceux-ci, nous attaquerons ceux-là ». Enfin, remarquant les Ras Mengesha et Alula Engeda encerclant la colonne Dabormida, il conclut : « Et finalement, nous tomberons sur ceux-là ». Mekonnen monte alors sur son cheval, rassemble ses hommes et avant de lancer l'attaque, clame :

« Ne me faites pas hontes, gens du Harar ! » »

Dès le début de la bataille, Mekonnen est touché par une balle, il poursuit néanmoins le combat ; en soixante-dix minutes, il bat d'abord le bataillon du colonel Turati, une partie de la colonne Albertone. Les troupes de Mekonnen utilisent une technique traditionnelle de l'armée éthiopienne : tout en attaquant de front, les ailes sont disposées en demi-lune afin d'encercler leur ennemi et le piéger dans un grand mouvement tournant, lui coupant la retraite. Le reste de la colonne Albertone s'est déployée entre le mont Goussosso et l'Ende Kidané Meret ; à 8 h 00, il est partiellement battu par les troupes du Ras aidé par celles des autres chefs éthiopiens. Albertone résiste jusqu'à 10 h 00. Les quatre offensives sont toutes repoussées par une colonne italienne particulièrement solide. À 9 h 30, l'arrivée des troupes de Menelik et de son artillerie permet le resserrement des troupes de Mekonnen sur Albertone ; une heure plus tard, la colonne se défait et vers 12 h 00, la victoire est acquise. Tout en combattant cette colonne, Mekonnen a également pris garde au cœur de l'armée italienne ; à 10 h 00 heures, il a ordonné à Mikaél et aux soldats de Mengesha d'occuper le mont Beleh, un point stratégique du champ de bataille. Cette décision, décrite par Pétridès comme « le chef-d'œuvre de la stratégie mekonnienne », est un facteur essentiel de la victoire éthiopienne puisqu'ainsi, les colonnes italiennes n'ont pas pu se joindre. Une fois au col Beleh, Mekonnen ordonne à un de ses généraux, le Dejazmach Mennayé, de pénétrer avec ses hommes dans les rangs italiens. Après 11 h 00, Mekonnen lance l'assaut sur Rebbi Arienni, où il manque de perdre la vie avant d'être sauvé in extremis par un de ses soldats.
Le général Baratieri a fui le combat, la colonne centrale italienne est battue et celle de Dabormida résiste quelques instants. À la fin de l'affrontement, Mekonnen contemple une dernière fois le champ de bataille sur lequel les Éthiopiens viennent de remporter une victoire historique. Blessé deux fois, il est ramené au camp par ses lieutenants juste avant qu'il ne s'évanouisse. Selon plusieurs historiens, Mekonnen est « le grand triomphateur de la journée » et a fait preuve d'un grand talent de stratège. Tous reconnaissent et mettent en avant son rôle décisif ainsi que son « exceptionnelle bravoure »,. Les jours suivants, le 3 et 4 mars, malgré ses blessures, Ras Mekonnen participe aux ultimes opérations de nettoyage jusqu'à la ville de Sawria ; la campagne prend fin le 9 mars et les commandants retournent vers leur province.

### Après Adoua: diplomatie et campagne de l'ouest

#### Négociations avec les puissances européennes

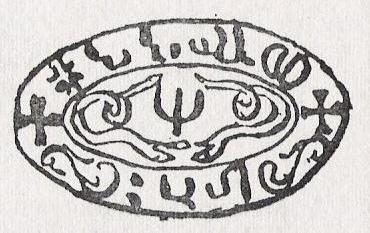
Le second sceau de Mekonnen.

Après un passage à Addis-Abeba le 22 mai 1896, Mekonnen arrive à Harar le 15 juin, avec quelques prisonniers italiens ; ceux-ci, bien traités et nourris, construisent par reconnaissance des routes et une résidence au Ras. Il prend des informations du contingent envoyé en octobre 1895 vers les territoires somalis et placé sous les ordres du Dejazmach Welde Gebré ; l'objectif de cette expédition est de semer la panique dans les implantations italiennes. Welde Gebré, resté sans nouvelles du traité de paix signé en octobre 1896 met fin à la campagne en janvier 1897. Rapidement, Menelik rappelle Mekonnen afin de participer aux négociations des traités avec les puissances européennes voisines ; il prend part aux discussions avec Rome au sujet du rapatriement des prisonniers, ; son « attitude humanitaire » lui vaut le respect des historiens italiens et des captifs eux-mêmes.
En 1897, il accueille à Harar plusieurs missions françaises dont celle du prince Henri d'Orléans. Il rencontre également les missions britanniques de John Bull et celle de Rennell Rodd. En fait, la France et la Grande-Bretagne viennent tous deux demander un soutien pour leurs projets coloniaux. Pour Paris, il s'agit d'apporter une aide militaire à une expédition vers le Nil alors que les Anglais demandent une assistance contre les Mahdistes soudanais qu'ils comptent soumettre. Par ailleurs, Addis Abeba et Londres doivent discuter du tracé des frontières entre l'empire éthiopien et le Somaliland ; à cette occasion, Menelik II délègue l'autorité à Mekonnen en déclarant qu'il acceptera « tout ce que son cousin aurait décidé ».

#### La conquête de l'ouest
En 1897, Menelik II lance la conquête des territoires à l'ouest de l'empire afin d'exploiter les régions productrices d'or tout en protégeant la frontière occidentale de la menace coloniale européenne. Plusieurs généraux sont envoyés et le Negusse Negest tient à participer lui-même. Cependant, vers octobre, Menelik se sentant trop malade, il fait appel à Mekonnen afin de soutenir la campagne. Les deux cousins s'entretiennent le 14 décembre et Mekonnen quitte Addis-Abeba ; il est rejoint plus tard par le dejazmach Demissé et ses 20 000 soldats. En conformité avec les accords signés avec les Britanniques, les Éthiopiens contribuent à la défaite des Mahdistes. À la tête de ses 30 000 hommes, Mekonnen traverse le Béni Changoul, atteint Fazgoli, à la hauteur de Djebel Iben il bat trois fois les Mahdistes, il soumet les Shanqellas et rentre à Harar le 24 juin 1898. Pendant quelques mois, il se remet de ses blessures mais une crise dans le Nord du pays, l'amène à quitter à nouveau sa province.

## La gestion des crises interne et frontalières

### La révolte du Tigré

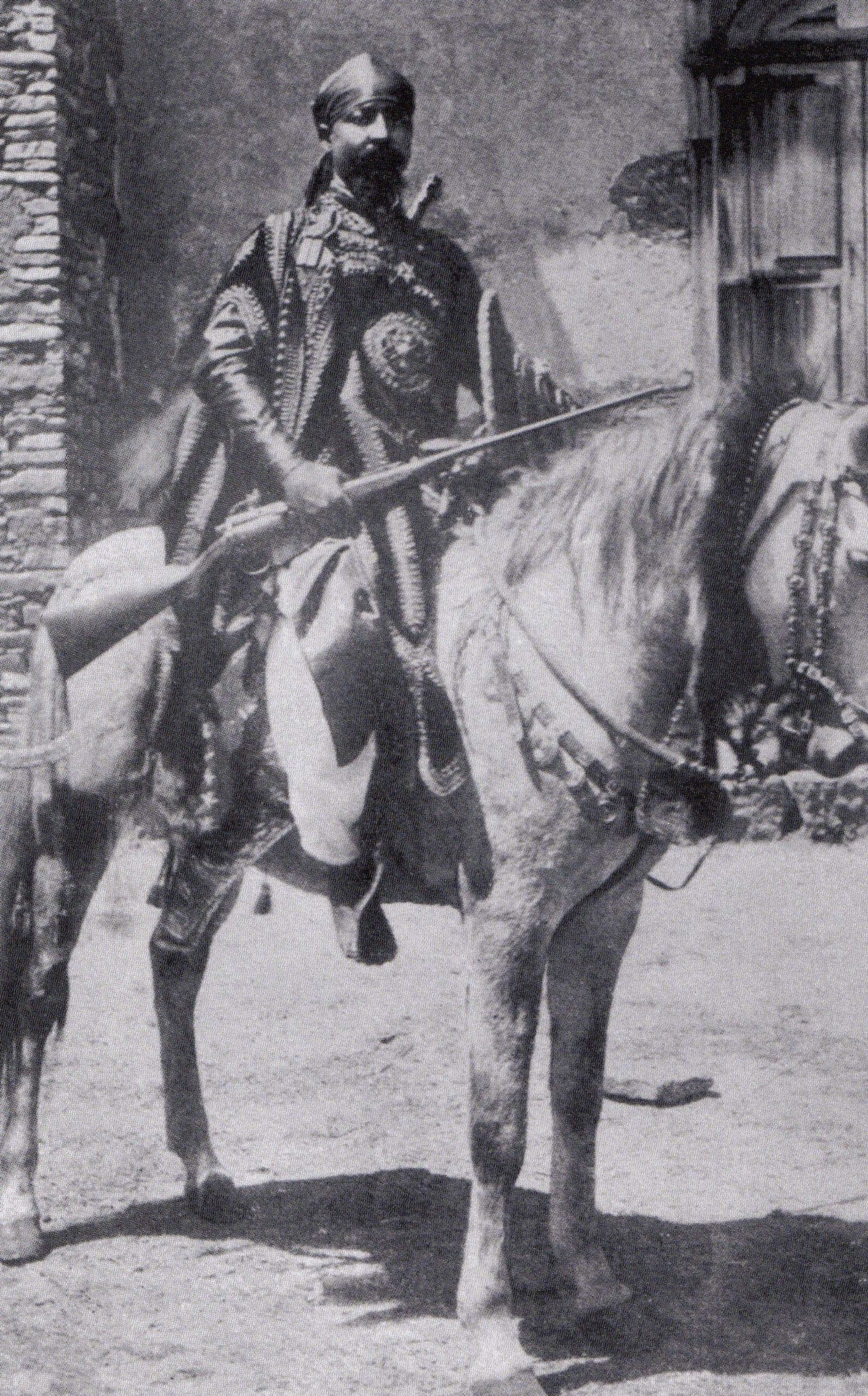
Ras Mengesha Yohannes

Vers la fin de l'année 1898, le ras Mengesha Yohannes, alors gouverneur du Tigré, décide de se rebeller contre le gouvernement central ; malgré sa participation active à la guerre contre l'Italie, il s'est vu refuser le titre de Négus. Il s'installe donc dans l'Adagamus, l'ancienne forteresse du général Oreste Baratieri. Afin de résoudre cette crise, Menelik II appelle Mekonnen vers la capitale, ce dernier quitte Harar le 20 octobre 1898 accompagné de 20 000 soldats auxquels s'ajoutent 20 000 autres envoyés par le Negusse Negest. Mekonnen prépare le plan d'attaque qu'il présente à Menelik ; au dernier moment, il tente de résoudre pacifiquement la crise en envoyant une lettre à Mengesha. Celui-ci refuse et ouvre les hostilités ; son armée recule et voyant la défaite arriver, il accepte la négociation. Le 18 février 1899, il se soumet à Menelik, au camp de Borou Méda ; assigné à résidence, il se voit retirer le poste de gouverneur du Tigré qui revient à Mekonnen.
Lorsqu'il arrive à la tête de la région, celle-ci se trouve dans une situation difficile ; elle est appauvrie, divisée entre plusieurs chefs locaux et travaillée au cours de dernières années par les espions italiens. À cela s'ajoute une population locale qui, bien que peu attachée à Mengesha, « répugne l'idée d'être gouvernée par un Shewan » ainsi que la « haine » de Taytu et de son frère Welé, tous deux mécontents de la nomination de Mekonnen à la tête d'une province du Nord. En douze mois, il parvient, « sans verser une goutte de sang » à ramener le calme dans la province ; attentif aux revendications de tous les chefs locaux, il travaille avec « acharnement ». Après une année à la tête du Tigré, il demande, en février 1900, l'autorisation de quitter son poste pour retourner dans le Hararghe ; une rébellion ayant éclaté dans le Somaliland britannique, la frontière orientale semble menacée. Remplacé par Ras Welé Betoul, Mekonnen quitte le nord de l'empire éthiopien, il passe par la capitale où il reçoit des « honneurs quasi royaux » ; une marque d'affection qui paraît confirmer l'éventualité d'une nomination par le Negusse Negest, de son cousin en tant que successeur.
Le 5 juin 1900, Mekonnen gagne Harar, il est accueilli par une foule enthousiaste. Pendant une semaine, les habitants défilent devant lui à sa résidence ; lors de sa nomination dans le Tigré, ils ont craint de le perdre. L'ensemble de la province n'a pas souffert de son absence ; l'exploitation du café progresse rapidement à la suite des développements des infrastructures de communication dont la ligne téléphonique avec Addis Abeba. En revanche, d'un point de vue sécuritaire, une menace s'est levée dans la zone frontalière avec le Somaliland britannique.

### La première phase d'expéditions contre Mohammed Abdullah Hassan

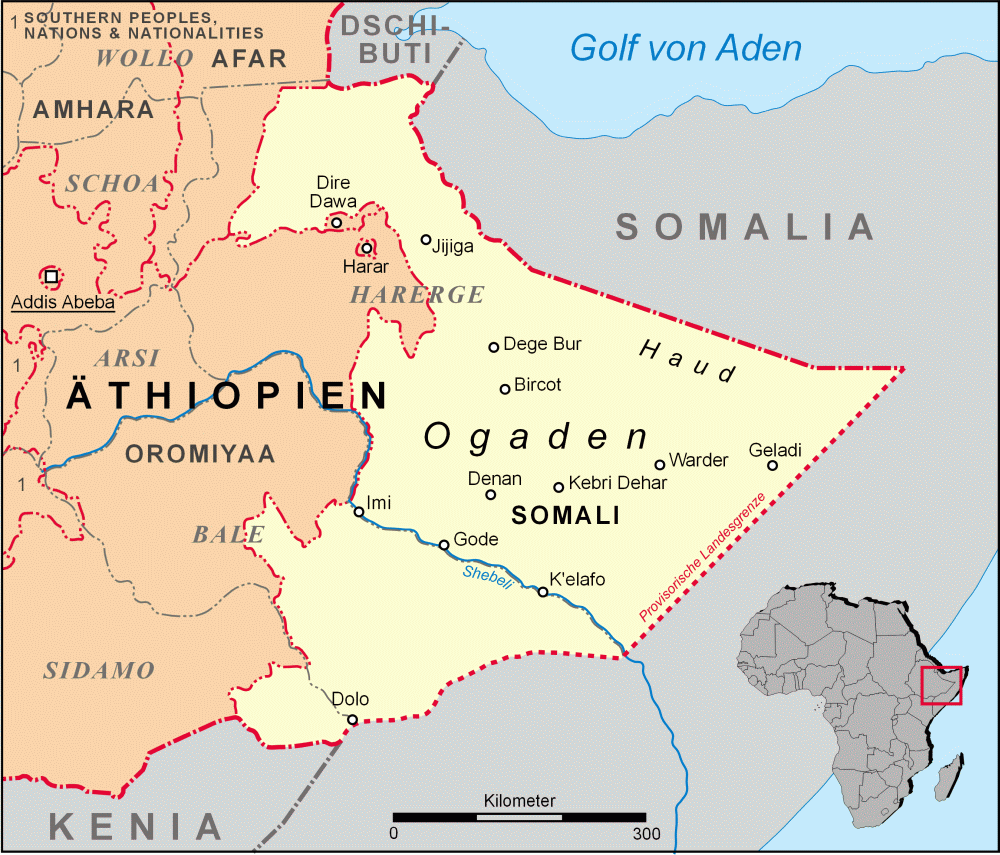
Carte de l'Ogaden, région dans laquelle se déroulent les combats des Éthiopiens et des Britanniques contre Mohammed Abdullah Hassan.

En août 1899, un religieux musulman nommé Mohammed Abdullah Hassan commence une rébellion contre les forces britanniques présentes dans le Somaliland ; à la tête de 5 000 soldats, il compte chasser les occupants qui décident de marcher vers lui. Le Mollah fou — surnom attribué par les Anglais — souhaite par ailleurs mobiliser la population de l'Ogaden, alors sous contrôle éthiopien. Celle-ci ayant refusé de le suivre, Mohammed décide d'attaquer. Mekonnen envoie Grazmach Banti et ses 1 500 hommes affronter l'armée adverse. Au cours de l'année 1900, une première rencontre se déroule à Djidjiga, Mohammed attend les Éthiopiens avec 6 000 hommes armés de lance. Banti leur inflige quelques pertes mais décide finalement de se retirer ; il s'empresse de prévenir Mekonnen qui prend conscience du danger que peut représenter cette révolte. En décembre 1900, il se rend à Addis-Abeba où il en discute avec Menelik II ; les deux cousins s'accordent sur l'importance d'une action coordonnée avec Londres. Ils prennent contact avec Sir John Lane Harringont, ministre britannique vivant dans la capitale, en informent Banti, gouverneur intérimaire du Hararghe, à qui Mekonnen demande de préparer une expédition comprenant 10 000 hommes.
Le 15 mars 1901, Mekonnen passe en revue les 10 000 soldats préparés pour l'expédition. Mécontent, il demande plus de provisions. Le 9 avril, il accueille le Major A. Hanbury-Tracy et le capitaine R. Cobbold, des officiers de liaison chargés de communiquer avec l'état-major britannique. Malgré les méfiances des Éthiopiens envers les Britanniques, l'expédition est lancée ; le 24 mai 1901, le Qegnazmach Abanabro atteint, avec ses 14 000 hommes, la localité de Guerlogubi. Conformément aux ordres, il pousse les troupes du Mollah fou vers les « mailles du filet anglais » et envoie un détachement en pays Rer-Ibrahim contre la population qui a soutenu Mohammed Abdullah Hassan. Bien que la campagne ait été jugée utile par les Britanniques, le Mollah fou n'est pas définitivement battu ; Abanabro revient toutefois vers Harar et Mekonnen peut à nouveau se charger des affaires locales.

## Les dernières années de Mekonnen

### Deuxième voyage vers l'Europe

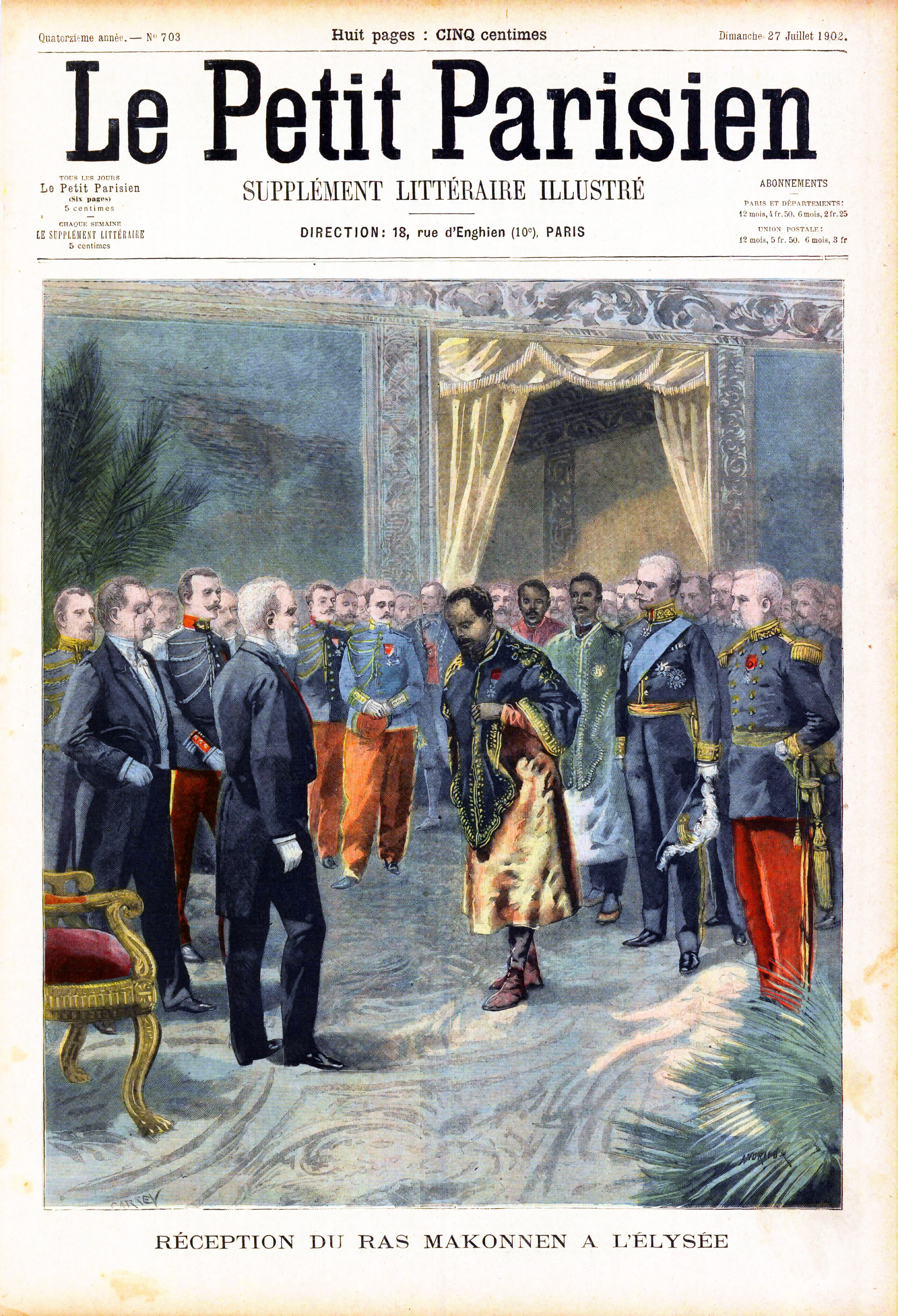
Ras Mekonnen reçu à l'Élysée

En 1902, à la suite du décès l'année précédente de la Reine Victoria, Edward VII s'apprête à monter sur le trône royal du Royaume-Uni. Une invitation, adressée au souverain et aux princes, est envoyée en Éthiopie et Menelik II désigne Mekonnen pour représenter son pays. À Londres, il est reçu avec « des honneurs royaux » et une population enthousiaste ; de nombreuses personnes viennent rencontrer le cousin de Menelik. Les journalistes remarquent l'empressement du représentant de l'Italie à disparaître avec le plus de discrétion possible à la vue de Mekonnen. Lors de son arrivée, il apprend qu'Edward vient de tomber malade ; en entendant la nouvelle, Mekonnen se rend à l'Abbaye de Westminster à laquelle il offre une grande croix en or. Dans la cathédrale, il prie pour le rétablissement du nouveau souverain. Celui-ci retrouve sa santé et depuis, le Révérend de Westminster n'hésite pas à montrer aux visiteurs la croix de Mekonnen tout en leur expliquant son histoire. Après les cérémonies du Couronnement, il visite Londres pendant plusieurs jours et rencontre des personnalités du monde politique et culturel.
En juillet 1902, il quitte le Royaume-Uni pour arriver en France, le 13 ; il est reçu à Calais par le commandant d'artillerie Ferrus. Le même jour, il prend le train pour Paris où la foule l'accueille aux cris de « Vive Mekonnen ! » et l'acclame « à l'instar d'un héros national ». Le lendemain, il assiste au défilé militaire traditionnel, depuis la tribune officielle aux côtés du président de la République, Émile Loubet qui le reçoit le 15 en audience solennelle à l'Élysée. Pendant une semaine, il rencontre des hommes politiques et des chefs d'entreprise, il visite des usines ainsi que des lieux culturels et touristiques tels que l'Hôtel des Invalides, la Tour Eiffel ou encore le musée du Luxembourg. Son séjour s'achève par un entretien avec le président Loubet, tous deux expriment une grande satisfaction ; le 24 juillet 1902, Mekonnen quitte Paris, enchanté de l'accueil « cordial » de la population.
Lors de cette tournée, il reçoit, directement ou via les ambassades, les décorations suivantes :
- Badge & star of the Order of St. Michael and St. George (Knight Commander) au Royaume-Uni ;
- Croix de la Légion d'honneur en France ;
- Étoile de l'ordre russe de Sainte Anne ;
- Étoile de l'ordre de la Couronne d'Italie ;
- Étoile de l'ordre d'Osmanie de l'Empire ottoman.

### La deuxième phase d'expéditions contre Mohammed Abdullah Hassan

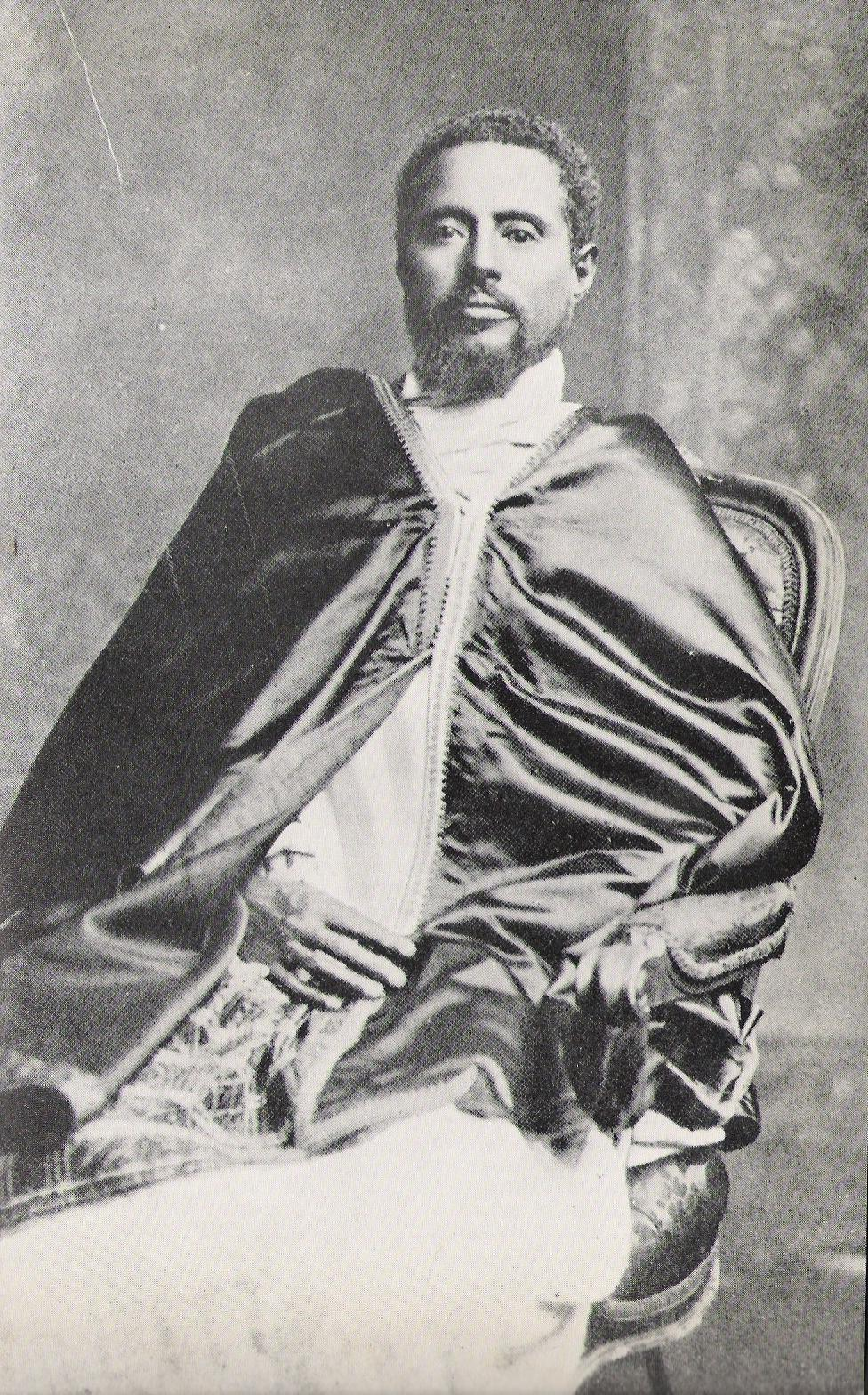
Ras Mekonnen à Londres, 1902.

Vers la fin de l'année 1902 et le début de l'année 1903, les Éthiopiens et les Britanniques, s'inquiétant de l'importance prise par le mouvement de Mohammed Hassan, décident de lancer à nouveau une offensive coordonnée. Les forces du ras Mekonnen doivent empêcher depuis Harar, la retraite des troupes de Mohammed, vers le sud et le sud-ouest. Le colonel A. N. Rochfort et le major R. P. Cobbold, deux officiers britanniques, servent d'agents de liaison auprès de l'armée éthiopienne et arrivent à Harar le 9 février 1903 pour s'entretenir avec Mekonnen. Le 18 février, les 5 000 guerriers d'élite éthiopiens quittent la ville, sous le commandement de Fitawrari Gebré et prennent la direction sud-ouest en suivant le cours du Webi Shebelé et atteignent Burhili le 4 avril. Les Éthiopiens n'ont pas fini de construire leur position fortifiée qu'ils subissent l'offensive des forces de Mohammed Abdullah Hassan sur trois fronts. Malgré quelques pertes, les forces du Fitawrari Gebré parviennent à repousser et à faire reculer leur adversaire. Elles avancent et arrivent à Makanné, près de Belet-Ouen, où elles restent du 14 au 27 avril. En raison d'une défaite britannique à Gumburu le 17, les Éthiopiens décident de quitter Makanné pour progresser vers Guerlogubi, et atteindre Bio-Adda le 30 mai. Les marches s'effectuent dans des conditions difficiles, dans une région où l'eau est rare. Une nouvelle rencontre a lieu à Gueid et s'achève par la fuite des troupes de Mohammed qui perdent 1 000 hommes dont l'oncle du Mollah. L'absence de communication avec les Britanniques empêche néanmoins de conclure cette expédition par l'anéantissement absolu du Mollah. En juin 1903, les Éthiopiens retournent à Harar alors que Mohammed Hassan poursuit sa rébellion, dans le Nogal oriental.
Une nouvelle offensive se prépare, cette fois sous les ordres du général Egerton de l'armée des Indes. Menelik accepte à nouveau d'apporter une aide. Mekonnen exige des Britanniques un soutien financier et matériel. Ils acceptent, versent 15 000 livres sterling, apportent du matériel sanitaire et envoient du personnel médical et militaire. Pour cette expédition, Mekonnen, qui a de nouveau confié la tête du détachement à Fitawrari Gebré, a organisé un contingent comprenant : 4 000 guerriers d'élite, 12 000 mulets, 1 000 chameaux transportant l'approvisionnement, 500 chameaux transportant l'eau. En outre, trois caravanes de chameaux transporteurs d'eau et de rations doivent suivre à intervalles réguliers. Les Éthiopiens, campent à Babilli, à 50 km au sud-ouest de Harar. Ils doivent occuper Guerlogubi afin de couper la ligne de retraite du Mollah vers l'ouest tout en empêchant à ses forces d'atteindre les puits d'eau de la région. La présence éthiopienne dès le 20 décembre 1903 à Sessebani et à partir de début janvier 1904 à Werder a grandement aidé les Anglais qui battent les troupes du Mollah le 19 janvier à Jidballi. Le général Egerton admet avoir « apprécié l'occupation de Werder ». Les Britanniques demandent ensuite aux Éthiopiens de se déplacer vers le Guerlogubi, où les troupes de Fitawrari Gebré arrive le 27 janvier 1904. Après deux mois de présence dans des conditions difficiles, les Éthiopiens et Britanniques s'accordent, le 28 mars, sur le retrait des troupes de la zone occupée depuis fin janvier. Ils ont pris connaissance de l'impossibilité pour Mohammed Hassan, se trouvant à plus de 1 000 km de la région, de lancer une contre-offensive. Trois semaines plus tard, les Éthiopiens retournent à Harar. Bien que le Mollah soit toujours en vie, Mekonnen n'a plus rien à craindre tant les coups portés aux troupes adverses ont été puissants et décisifs.

## La mort de Mekonnen

### Le décès à Kulubi

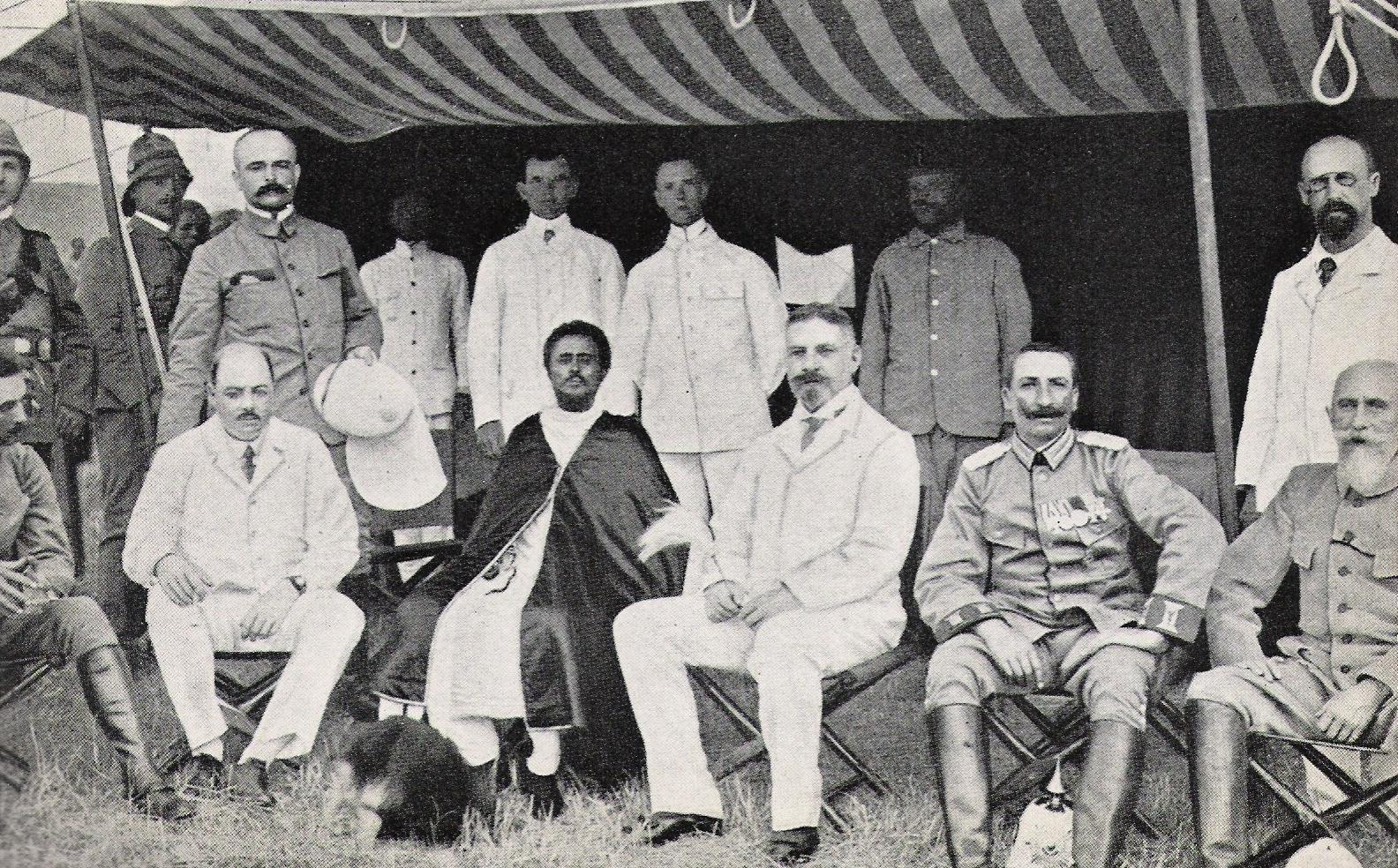
Ras Mekonnen accueillant une mission allemande, quelques mois avant son décès.

Au début de l'année 1906, une décennie après la bataille d'Adoua, les Italiens tentent de reprendre contact avec les Éthiopiens. Menelik II, malade, confie à Mekonnen la tâche de rencontrer à Addis-Abeba en avril, Ferdinando Martini, le gouverneur d'Érythrée. Le 12 mars, le gouverneur du Hararghe contacte le Negusse Negest pour confirmer sa venue et le 17 mars, il quitte sa province et part en direction de la capitale. Alors qu'ils s'approchent de Kulubi, les domestiques remarquent que Mekonnen, chancelant sur sa selle, est livide et qu'il a le front couvert de sueur. Le Dr Joseph Vitalien, docteur de Menelik II, arrive promptement et diagnostique une dysenterie ; il prescrit du laudanum et conseille au gouverneur de se reposer.
D'heure en heure, l'état de Mekonnen empire. Il a de violents vomissements, il est assoiffé, il réclame de l'eau qu'il rejette immédiatement. « Il se sentait mourir, s'en aller dans une agonie atroce, interminable, inhumaine ». Il passe une nuit terrible, il dort peu et au lever, il a du mal à distinguer les personnes l'entourant. La deuxième nuit est encore plus douloureuse, Mekonnen a du mal à respirer, il manque de force mais lutte avec « acharnement extraordinaire et cette ténacité admirable ». Voyant la mort approcher, il demande aux scribes d'écrire plusieurs lettres. La première ordonne la libération d'esclaves. Dans la deuxième, adressée à Menelik, il lui demande de protéger son fils Teferi qu'il fait venir de Harar vers Kulubi. Il appelle également Gerolimato, un commerçant grec basé à Harar avec lequel il s'est lié d'amitié. Il arrive, le 20 mars. Apercevant son ami gravement malade, il ne peut retenir ses larmes.
Il fait part aux personnes présentes de son inquiétude pour son fils, bientôt orphelin. Ensuite, il s'entretient seul avec Gerolimato. Il sort sa bourse, ses bagues, sa montre en or, son cachet personnel et ses papiers secrets — dont un reçu d'une banque anglaise pour un dépôt d'argent — et le confie à Gerolimato auquel il dit :

« Garde-les bien, tu les donneras à mon fils quand tout sera redevenu tranquille, quand tu penseras qu'il ne risque pas de les perdre!... » Après un bref silence, il reprend : « Ah ! Si je pouvais vivre quelques années encore, jusqu'à ce qu'il grandisse, jusqu'à ce qu'il soit à même de se défendre tout seul... »

Il s'arrête un instant, le regarde dans les yeux et lui dit :

« L'Archange de la mort vient quand on ne l'appelle pas ; quand on l'appelle, il ne vient pas ! À Meqelé, vraiment, je l'ai appelé, je voulais mourir : c'était sous les murs de la forteresse... la mitraille pleuvait sur nous... l'un après l'autre, mes chefs, mes amis, étaient tués à mes côtés... j'étais désespéré... je voulais, oui, mourir, moi aussi... Je l'ai appelé ; mais il n'est pas venu alors !... Maintenant, il est là. Adieu, mon fidèle ami, adieu!... »

Après lui avoir serré la main, Gerolimato se retire, les larmes aux yeux. Plus tard, c'est au tour de Teferi, également venu de Harar. Tout d'abord choqué, il se reprend, embrasse la main de son père et attend qu'il parle en premier. Mekonnen, incapable de prononcer un seul mot, lève lentement sa main, la pose un instant sur la tête de son fils et lui indique des yeux une chaise où Teferi passe la nuit aux côtés de son père agonisant. 

Le 21 mars 1906, Mekonnen rend le dernier soupir. Le 22 au matin, les soldats retournent vers Harar. Au milieu des troupes, on trouve une sorte de palanquin où de temps à autre un cavalier s'approche comme pour discuter. En fait, les proches du Ras ont décidé de cacher le décès de Mekonnen ; seuls les chefs les plus importants sont informés à Harar et quelques-uns téléphonent à Addis Abeba transmettre la nouvelle.
Dans la nuit du 23 mars, vers 04 h 00, des coups de feu éclatent dans les rues de Harar, les habitants hurlent, les femmes se frappent la poitrine à coups de poing sur la grande place des milliers d'hommes et femmes crient et gémissent : le drapeau du palais du Ras vient d'être mis en berne. On ressent par la réaction de la population l'attachement que portent les Harreris à Mekonnen. La province est en deuil et dans la capitale certains se sont même suicidés. L'enterrement dure près de deux heures, les plus grands dignitaires y participent ; c'est à Addis Abeba, lors du teskar, que la classe dirigeante éthiopienne va rendre un dernier hommage à Mekonnen.

### La cérémonie duteskar
On ne sait guère comment Menelik a appris la mort de Mekonnen, ni sa réaction immédiate. D'après Pétridès, on peut croire « qu'elle lui porta un coup dont il ne se relèvera plus jamais ». À Addis-Abeba, trente jours après le décès, le coup de canon annonçant la mort de Mekonnen est tiré.
La cérémonie religieuse, à laquelle assistent 10 000 personnes dont les clercs des six églises d'Addis Abeba, a lieu dans l'enceinte du palais, sous de grandes tentes devant le portrait et le catafalque du défunt. Pendant trois jours et trois nuits, Menelik pleure sous la tente, il se frappe la poitrine et s'exclame : « Lidjé ! Lidjé ! En toi j'ai perdu mon bras droit »,. Toute sa suite est en deuil mais une personne semble peu émue : Taytou Betul. Menelik veut pour son cousin, un teskar exceptionnel, il invite les différents chefs et lieutenants de Mekonnen vers la capitale. La cérémonie se déroule le 30 avril, elle est présidée par le Negusse Negest, qui reçoit les condoléances et fait distribuer de l'argent et de la nourriture aux plus humbles. Le lendemain, la maison de Mekonnen reçoit les condoléances .
Une grande tente a été installée, Menelik et Teferi y prennent place après quoi un grand cortège défile. Les meilleurs guerriers de l'armée du Ras Mekonnen se présentent en rang de deux, armés, chammas nouées autour de la taille en signe de deuil. Après les soldats, les musiciens, puis les femmes ayant porté du ravitaillement durant les expéditions, un guerrier portant le parasol rouge et or, emblème du haut rang du défunt défilent. On apporte ensuite son cheval, Qagnew. Enfin, c'est le tour des soldats les plus célèbres ; parmi eux les participants à la bataille d'Adoua et les 500 guerriers d'élite de l'expédition en Ogaden. Parfois, un homme se met devant la tente pour y chanter les louanges ou parler de Mekonnen en psalmodiant. Un quatrain devenu célèbre « arrache à l'assistance un cri de douleur unanime » :

« Quand on annonça sa mort par téléphone, le téléphone mentit :

La mort n'avait pas frappé un noble

qu'on appelait ras Makonnen.

La mort avait frappé tous les pauvres,. »

## Vie privée et famille

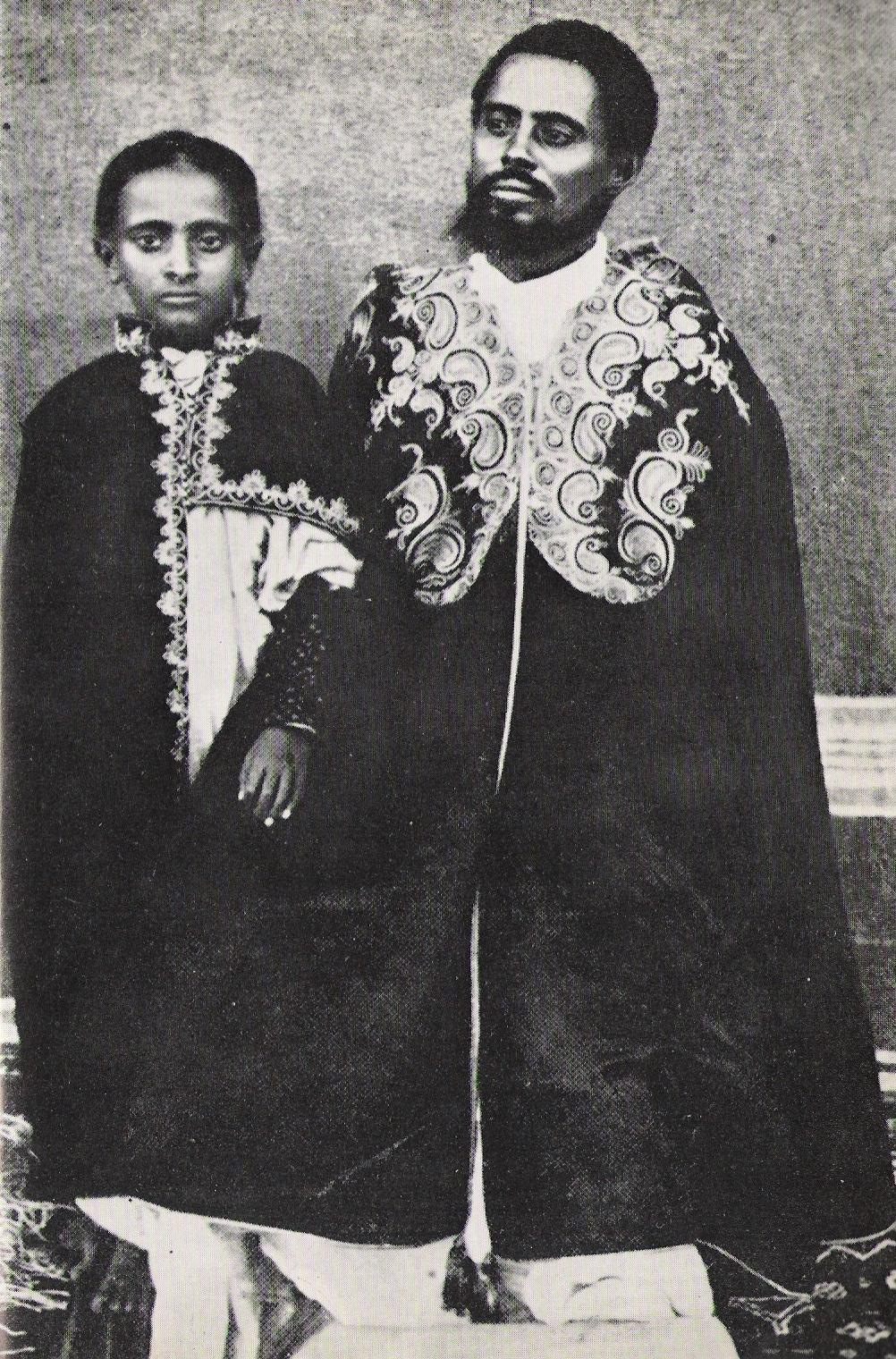
ras Makonnen et son fils Teferi, futur Negusse Negest Hailé Sélassié Ier.

Mekonnen est issu d'une famille noble, il est le fils du dejazmach Welde Mikaél, général et gouverneur des districts de Menz et de Doba. D'après Arnoux, un voyageur français, son père est « un des plus vaillants généraux de l'époque » auquel Menelik II fait appel afin de réprimer une rébellion locale en 1877. En outre, il participe à la conférence de Borouméda, permettant à Arnoux d'ajouter qu'il est « aussi fin lettré que vaillant guerrier ». La mère de Mekonnen est la Princesse Tenagné Werq Sahle Selassié, fille de Sahle Selassié, Negus du royaume du Shewa de 1813 à 1847. Ainsi, Mekonnen est membre de la dynastie salomonide. Tenagné Werq étant la sœur de Haile Melekot, Mekonnen a également un oncle ayant dirigé le royaume (de 1847 à 1855). Enfin, un troisième parent de Mekonnen a été Negus du Shewa, il s'agit de Menelik II, son cousin, Negusse Negest de l'empire éthiopien de 1889 à 1913. Il entretient avec ce dernier une excellente relation ; ils discutent souvent et se consultent sur de nombreux sujets. C'est notamment sur les questions diplomatiques que Menelik sollicite l'aide de Mekonnen conduisant Pétridès à affirmer qu'il agit en tant qu'un « véritable ministre des Affaires étrangères de l'empire ». Plus généralement, Bahru Zewde le considère comme « bras droit » de Menelik.
En revanche, les rapports avec Taytu Betul, l'épouse de son cousin, sont mauvais. Ils représentent chacun une tendance politique opposée : Taytu, la fraction conservatrice et isolationniste de la Cour impériale face à Mekonnen, figure du parti progressiste voulant une ouverture au monde extérieur. En fait, Taytu se méfie beaucoup de Mekonnen qu'elle juge trop proche des Européens. Lorsque celle-ci comprend l'éventualité d'une arrivée sur le trône de Mekonnen, elle compte imposer le mariage du gouverneur du Hararghe avec sa fille Mentewab, une union qu'il refuse. Enfin, lors de la cérémonie du teskar, Taytou apparaît comme l'unique personne peu affectée par le décès de Mekonnen.
Durant sa jeunesse, Mekonnen a fréquenté plusieurs femmes. De ces relations, serait né son premier fils Yilma dont il a ignoré l'existence avant qu'on ne le lui en informe. Vers 24 ans, il épouse Woyzero Yeshiemebét, descendante de Yohannes I qui a régné sur l'empire éthiopien de 1667 à 1682. D'après Pétridès, l'unique épouse de Mekonnen est le « grand amour de sa vie ». Après son décès, il ne se montre jamais attiré par une autre femme — un fait unique pour les mœurs de l'époque — et demeure veuf jusqu'à sa mort.
En 1892, il apprend la naissance de son fils, Teferi, le 23 juillet. À peine informé, il se prosterne et remercie Dieu. Son enfant devient l'objet de toute son attention, il suit son éducation et charge le Dr Vitalien de lui donner des cours de français. Lorsqu'il atteint l'âge de douze ans, Teferi est promu à la dignité de dejazmach par son père. Le jour avant sa mort, il le fait venir de Harar afin qu'il puisse passer les derniers instants de sa vie avec son enfant. D'un point de vue politique, l'affection de Mekonnen envers son fils touche également la population de Harar qui s'attache à Teferi. Ainsi, lorsqu'en 1906, à la suite du décès de Mekonnen, un nouveau gouverneur doit être nommé pour la province, les habitants n'ont pas caché leur déception en apprenant l'arrivée au poste de Ylma — un candidat soutenu par Taytu — alors qu'ils attendaient Teferi.